# Clasificación de UEFA para la Copa Mundial de Fútbol de 2014
La clasificación de UEFA para la Copa Mundial de Fútbol de 2014 fue el torneo que determinó los clasificados por parte de la Unión de Asociaciones de Fútbol Europeas (UEFA) a la Copa Mundial de Fútbol de 2014 disputada en Brasil. La competición tuvo comienzo el 7 de septiembre de 2012 y culminó el 19 de noviembre de 2013. La UEFA contó con 13 cupos para otorgar, disputados por 53 seleccionados nacionales.

## Equipos participantes
Todas las asociaciones de fútbol afiliadas a la UEFA (53 en total) participaron en el proceso clasificatorio.

### Sorteo
El sorteo de la primera ronda o fase de grupos se realizó el 30 de julio de 2011 en la Marina da Glória de Río de Janeiro, Brasil, dentro del marco del sorteo preliminar de la Copa Mundial de la FIFA Brasil 2014. Las 53 selecciones involucradas fueron distribuidas en seis bombos de acuerdo a su posición en el ranking FIFA publicado el 27 de julio de 2011. Los primeros 5 bombos contenían 9 equipos, y el último bombo, 8 equipos.
Entre paréntesis se indica el puesto de cada selección en el ranking FIFA tomado en consideración.
| Bombo 1 | Bombo 2 | Bombo 3 |
| --- | --- | --- |
| 1. España (1) 2. Países Bajos (2) 3. Alemania (3) 4. Inglaterra (6) 5. Portugal (7) 6. Italia (8) 7. Croacia (9) 8. Noruega (12) 9. Grecia (13)                      | 10. Francia (16) 11. Montenegro (17) 12. Rusia (17) 13. Suecia (19) 14. Dinamarca (21) 15. Eslovenia (23) 16. Turquía (24) 17. Serbia (27) 18. Eslovaquia (29)        | 19. Suiza (30) 20. Israel (32) 21. Irlanda (33) 22. Bélgica (37) 23. República Checa (38) 24. Bosnia y Herzegovina (41) 25. Bielorrusia (42) 26. Ucrania (45) 27. Hungría (47) |
| Bombo 4 | Bombo 5 | Bombo 6 |
| 28. Bulgaria (48) 29. Rumania (53) 30. Georgia (57) 31. Lituania (58) 32. Albania (59) 33. Escocia (61) 34. Irlanda del Norte (62) 35. Austria (66) 36. Polonia (69) | 37. Armenia (70) 38. Finlandia (75) 39. Estonia (79) 40. Chipre (80) 41. Letonia (84) 42. Moldavia (85) 43. Macedonia (96) 44. Azerbaiyán (111) 45. Islas Feroe (112) | 46. Gales (112) 47. Liechtenstein (118) 48. Islandia (121) 49. Kazajistán (126) 50. Luxemburgo (128) 51. Malta (173) 52. Andorra (202) 53. San Marino (203)                    |

## Formato de competición
El torneo clasificatorio europeo constó de dos rondas:
En la primera ronda o fase de grupos, las 53 selecciones participantes fueron clasificadas en nueve grupos, ocho de seis equipos y uno de cinco. Todos los grupos se desarrollaron bajo un sistema de todos contra todos en el que cada equipo jugó dos veces contra sus rivales en partidos como local y visitante. Los equipos se clasificaron de acuerdo a los puntos obtenidos, que fueron otorgados de la siguiente manera:
- 3 (tres) puntos por cada victoria;
- 1 (un) punto para cada equipo en caso de empate;
- 0 (cero) punto por cada derrota.

Si dos o más equipos terminaron sus partidos empatados a puntos, se aplicaron los siguientes criterios de desempate (de acuerdo con el artículo 18.6 del reglamento de la competición preliminar de la Copa Mundial de la FIFA 2014):
- Mayor diferencia de goles en todos los partidos de grupo.
- Mayor cantidad de goles marcados en todos los partidos de grupo.
- Mayor cantidad de puntos obtenidos en los partidos entre los equipos en cuestión.
- Mayor diferencia de goles en los partidos entre los equipos en cuestión.
- Mayor cantidad de goles marcados en los partidos entre los equipos en cuestión.
- Mayor cantidad de goles marcados en condición de visitante (si el empate es solo entre dos equipos).
- Bajo la aprobación de la Comisión Organizadora de la FIFA, un partido de desempate en un campo neutral con un tiempo extra de dos periodos de 15 minutos y tiros desde el punto penal si fuese necesario.

Al término de todos los partidos de la primera ronda, se clasificaron directamente para la Copa Mundial de Fútbol de 2014 las selecciones que se clasificaron en el primer lugar de su respectivo grupo.
En la segunda ronda participaron los ocho mejores segundos clasificados en la fase de grupos. Se agruparon en cuatro eliminatorias disputadas en partidos de ida y vuelta. Los vencedores se clasificaron para el Mundial 2014.

## Primera ronda

### Cuadro resumido
Clasificados para la Copa Mundial de Fútbol de 2014
     Accedieron a la segunda ronda (play-offs)
     Eliminados en la primera ronda
| Grupo A                                                                                    | Grupo B                                                                                  | Grupo C                                                                                  | Grupo D                                                                           | Grupo E                                                                            | Grupo F                                                                                          | Grupo G                                                                                     | Grupo H                                                                                  | Grupo I                                                            |
| ------------------------------------------------------------------------------------------ | ---------------------------------------------------------------------------------------- | ---------------------------------------------------------------------------------------- | --------------------------------------------------------------------------------- | ---------------------------------------------------------------------------------- | ------------------------------------------------------------------------------------------------ | ------------------------------------------------------------------------------------------- | ---------------------------------------------------------------------------------------- | ------------------------------------------------------------------ |
| Bandera de Bélgica                                                                         | Bandera de Italia                                                                        | Bandera de Alemania                                                                      | Bandera de los Países Bajos                                                       | Bandera de Suiza                                                                   | Bandera de Rusia                                                                                 | Bandera de Bosnia y Herzegovina                                                             | Bandera de Inglaterra                                                                    | Bandera de España                                                  |
| Bandera de Croacia                                                                         | Bandera de Dinamarca                                                                     | Bandera de Suecia                                                                        | Bandera de Rumania                                                                | Bandera de Islandia                                                                | Bandera de Portugal                                                                              | Bandera de Grecia                                                                           | Bandera de Ucrania                                                                       | Bandera de Francia                                                 |
| Bandera de Serbia · Bandera de Escocia · Bandera de Gales · Bandera de Macedonia del Norte | Bandera de República Checa · Bandera de Bulgaria · Bandera de Armenia · Bandera de Malta | Bandera de Austria · Bandera de Irlanda · Bandera de Kazajistán · Bandera de Islas Feroe | Bandera de Hungría · Bandera de Turquía · Bandera de Estonia · Bandera de Andorra | Bandera de Eslovenia · Bandera de Noruega · Bandera de Albania · Bandera de Chipre | Bandera de Israel · Bandera de Azerbaiyán · Bandera de Irlanda del Norte · Bandera de Luxemburgo | Bandera de Eslovaquia · Bandera de Lituania · Bandera de Letonia · Bandera de Liechtenstein | Bandera de Montenegro · Bandera de Polonia · Bandera de Moldavia · Bandera de San Marino | Bandera de Finlandia · Bandera de Georgia · Bandera de Bielorrusia |

### Grupo A
| Pos. | Equipo    | Pts. | PJ | G | E | P | GF | GC | Dif. | Clasificación |
| ---- | --------- | ---- | -- | - | - | - | -- | -- | ---- | ------------- |
| 1    | Bélgica   | 26   | 10 | 8 | 2 | 0 | 18 | 4  | +14  | Mundial 2014  |
| 2    | Croacia   | 17   | 10 | 5 | 2 | 3 | 12 | 9  | +3   | Play-offs     |
| 3    | Serbia    | 14   | 10 | 4 | 2 | 4 | 18 | 11 | +7   |               |
| 4    | Escocia   | 11   | 10 | 3 | 2 | 5 | 8  | 12 | −4   |               |
| 5    | Gales     | 10   | 10 | 3 | 1 | 6 | 9  | 20 | −11  |               |
| 6    | Macedonia | 7    | 10 | 2 | 1 | 7 | 7  | 16 | −9   |               |

 Fuente: [cita requerida]
| \| Fecha \| Lugar \| Local \| \| Resultado \| \| Visitante \| \| ------------------------ \| -------- \| --------- \| \| --------------------------------------------------------------- \| \| --------- \| \| 7 de septiembre de 2012 \| Cardiff \| Gales \| \| 0 – 2 Archivado el 12 de septiembre de 2012 en Wayback Machine. \| \| Bélgica \| \| 7 de septiembre de 2012 \| Zagreb \| Croacia \| \| 1 – 0 Archivado el 12 de septiembre de 2012 en Wayback Machine. \| \| Macedonia \| \| 8 de septiembre de 2012 \| Glasgow \| Escocia \| \| 0 – 0 Archivado el 7 de diciembre de 2012 en Wayback Machine. \| \| Serbia \| \| 11 de septiembre de 2012 \| Glasgow \| Escocia \| \| 1 – 1 Archivado el 29 de octubre de 2012 en Wayback Machine. \| \| Macedonia \| \| 11 de septiembre de 2012 \| Bruselas \| Bélgica \| \| 1 – 1 Archivado el 25 de marzo de 2013 en Wayback Machine. \| \| Croacia \| \| 11 de septiembre de 2012 \| Novi Sad \| Serbia \| \| 6 – 1 Archivado el 10 de junio de 2013 en Wayback Machine. \| \| Gales \| \| 12 de octubre de 2012 \| Cardiff \| Gales \| \| 2 – 1 Archivado el 6 de noviembre de 2012 en Wayback Machine. \| \| Escocia \| \| 12 de octubre de 2012 \| Belgrado \| Serbia \| \| 0 – 3 Archivado el 6 de noviembre de 2012 en Wayback Machine. \| \| Bélgica \| \| 12 de octubre de 2012 \| Skopje \| Macedonia \| \| 1 – 2 Archivado el 6 de noviembre de 2012 en Wayback Machine. \| \| Croacia \| \| 16 de octubre de 2012 \| Bruselas \| Bélgica \| \| 2 – 0 Archivado el 7 de diciembre de 2012 en Wayback Machine. \| \| Escocia \| \| 16 de octubre de 2012 \| Skopje \| Macedonia \| \| 1 – 0 Archivado el 7 de diciembre de 2012 en Wayback Machine. \| \| Serbia \| \| 16 de octubre de 2012 \| Osijek \| Croacia \| \| 2 – 0 Archivado el 7 de diciembre de 2012 en Wayback Machine. \| \| Gales \| \| 22 de marzo de 2013 \| Zagreb \| Croacia \| \| 2 – 0 Archivado el 24 de marzo de 2013 en Wayback Machine. \| \| Serbia \| \| 22 de marzo de 2013 \| Skopje \| Macedonia \| \| 0 – 2 Archivado el 25 de marzo de 2013 en Wayback Machine. \| \| Bélgica \| \| 22 de marzo de 2013 \| Glasgow \| Escocia \| \| 1 – 2 Archivado el 25 de marzo de 2013 en Wayback Machine. \| \| Gales \| \| 26 de marzo de 2013 \| Swansea \| Gales \| \| 1 – 2 Archivado el 30 de marzo de 2013 en Wayback Machine. \| \| Croacia \| \| 26 de marzo de 2013 \| Novi Sad \| Serbia \| \| 2 – 0 Archivado el 30 de marzo de 2013 en Wayback Machine. \| \| Escocia \| \| 26 de marzo de 2013 \| Bruselas \| Bélgica \| \| 1 – 0 Archivado el 30 de marzo de 2013 en Wayback Machine. \| \| Macedonia \| \| 7 de junio de 2013 \| Zagreb \| Croacia \| \| 0 – 1 Archivado el 9 de junio de 2013 en Wayback Machine. \| \| Escocia \| \| 7 de junio de 2013 \| Bruselas \| Bélgica \| \| 2 – 1 Archivado el 9 de junio de 2013 en Wayback Machine. \| \| Serbia \| \| 6 de septiembre de 2013 \| Skopje \| Macedonia \| \| 2 – 1 Archivado el 5 de septiembre de 2013 en Wayback Machine. \| \| Gales \| \| 6 de septiembre de 2013 \| Belgrado \| Serbia \| \| 1 – 1 Archivado el 5 de septiembre de 2013 en Wayback Machine. \| \| Croacia \| \| 6 de septiembre de 2013 \| Glasgow \| Escocia \| \| 0 – 2 Archivado el 5 de septiembre de 2013 en Wayback Machine. \| \| Bélgica \| \| 10 de septiembre de 2013 \| Skopje \| Macedonia \| \| 1 – 2 Archivado el 11 de octubre de 2013 en Wayback Machine. \| \| Escocia \| \| 10 de septiembre de 2013 \| Cardiff \| Gales \| \| 0 – 3 Archivado el 10 de septiembre de 2013 en Wayback Machine. \| \| Serbia \| \| 11 de octubre de 2013 \| Zagreb \| Croacia \| \| 1 – 2 Archivado el 12 de octubre de 2013 en Wayback Machine. \| \| Bélgica \| \| 11 de octubre de 2013 \| Cardiff \| Gales \| \| 1 – 0 Archivado el 12 de octubre de 2013 en Wayback Machine. \| \| Macedonia \| \| 15 de octubre de 2013 \| Jagodina \| Serbia \| \| 5 – 1 Archivado el 19 de octubre de 2013 en Wayback Machine. \| \| Macedonia \| \| 15 de octubre de 2013 \| Bruselas \| Bélgica \| \| 1 – 1 Archivado el 19 de octubre de 2013 en Wayback Machine. \| \| Gales \| \| 15 de octubre de 2013 \| Glasgow \| Escocia \| \| 2 – 0 Archivado el 19 de octubre de 2013 en Wayback Machine. \| \| Croacia \| |          |           |                                |                                                                 |                                |           |
| Fecha | Lugar    | Local     |                                | Resultado                                                       |                                | Visitante |
| 7 de septiembre de 2012 | Cardiff  | Gales     | Bandera de Gales               | 0 – 2 Archivado el 12 de septiembre de 2012 en Wayback Machine. | Bandera de Bélgica             | Bélgica   |
| 7 de septiembre de 2012 | Zagreb   | Croacia   | Bandera de Croacia             | 1 – 0 Archivado el 12 de septiembre de 2012 en Wayback Machine. | Bandera de Macedonia del Norte | Macedonia |
| 8 de septiembre de 2012 | Glasgow  | Escocia   | Bandera de Escocia             | 0 – 0 Archivado el 7 de diciembre de 2012 en Wayback Machine.   | Bandera de Serbia              | Serbia    |
| 11 de septiembre de 2012 | Glasgow  | Escocia   | Bandera de Escocia             | 1 – 1 Archivado el 29 de octubre de 2012 en Wayback Machine.    | Bandera de Macedonia del Norte | Macedonia |
| 11 de septiembre de 2012 | Bruselas | Bélgica   | Bandera de Bélgica             | 1 – 1 Archivado el 25 de marzo de 2013 en Wayback Machine.      | Bandera de Croacia             | Croacia   |
| 11 de septiembre de 2012 | Novi Sad | Serbia    | Bandera de Serbia              | 6 – 1 Archivado el 10 de junio de 2013 en Wayback Machine.      | Bandera de Gales               | Gales     |
| 12 de octubre de 2012 | Cardiff  | Gales     | Bandera de Gales               | 2 – 1 Archivado el 6 de noviembre de 2012 en Wayback Machine.   | Bandera de Escocia             | Escocia   |
| 12 de octubre de 2012 | Belgrado | Serbia    | Bandera de Serbia              | 0 – 3 Archivado el 6 de noviembre de 2012 en Wayback Machine.   | Bandera de Bélgica             | Bélgica   |
| 12 de octubre de 2012 | Skopje   | Macedonia | Bandera de Macedonia del Norte | 1 – 2 Archivado el 6 de noviembre de 2012 en Wayback Machine.   | Bandera de Croacia             | Croacia   |
| 16 de octubre de 2012 | Bruselas | Bélgica   | Bandera de Bélgica             | 2 – 0 Archivado el 7 de diciembre de 2012 en Wayback Machine.   | Bandera de Escocia             | Escocia   |
| 16 de octubre de 2012 | Skopje   | Macedonia | Bandera de Macedonia del Norte | 1 – 0 Archivado el 7 de diciembre de 2012 en Wayback Machine.   | Bandera de Serbia              | Serbia    |
| 16 de octubre de 2012 | Osijek   | Croacia   | Bandera de Croacia             | 2 – 0 Archivado el 7 de diciembre de 2012 en Wayback Machine.   | Bandera de Gales               | Gales     |
| 22 de marzo de 2013 | Zagreb   | Croacia   | Bandera de Croacia             | 2 – 0 Archivado el 24 de marzo de 2013 en Wayback Machine.      | Bandera de Serbia              | Serbia    |
| 22 de marzo de 2013 | Skopje   | Macedonia | Bandera de Macedonia del Norte | 0 – 2 Archivado el 25 de marzo de 2013 en Wayback Machine.      | Bandera de Bélgica             | Bélgica   |
| 22 de marzo de 2013 | Glasgow  | Escocia   | Bandera de Escocia             | 1 – 2 Archivado el 25 de marzo de 2013 en Wayback Machine.      | Bandera de Gales               | Gales     |
| 26 de marzo de 2013 | Swansea  | Gales     | Bandera de Gales               | 1 – 2 Archivado el 30 de marzo de 2013 en Wayback Machine.      | Bandera de Croacia             | Croacia   |
| 26 de marzo de 2013 | Novi Sad | Serbia    | Bandera de Serbia              | 2 – 0 Archivado el 30 de marzo de 2013 en Wayback Machine.      | Bandera de Escocia             | Escocia   |
| 26 de marzo de 2013 | Bruselas | Bélgica   | Bandera de Bélgica             | 1 – 0 Archivado el 30 de marzo de 2013 en Wayback Machine.      | Bandera de Macedonia del Norte | Macedonia |
| 7 de junio de 2013 | Zagreb   | Croacia   | Bandera de Croacia             | 0 – 1 Archivado el 9 de junio de 2013 en Wayback Machine.       | Bandera de Escocia             | Escocia   |
| 7 de junio de 2013 | Bruselas | Bélgica   | Bandera de Bélgica             | 2 – 1 Archivado el 9 de junio de 2013 en Wayback Machine.       | Bandera de Serbia              | Serbia    |
| 6 de septiembre de 2013 | Skopje   | Macedonia | Bandera de Macedonia del Norte | 2 – 1 Archivado el 5 de septiembre de 2013 en Wayback Machine.  | Bandera de Gales               | Gales     |
| 6 de septiembre de 2013 | Belgrado | Serbia    | Bandera de Serbia              | 1 – 1 Archivado el 5 de septiembre de 2013 en Wayback Machine.  | Bandera de Croacia             | Croacia   |
| 6 de septiembre de 2013 | Glasgow  | Escocia   | Bandera de Escocia             | 0 – 2 Archivado el 5 de septiembre de 2013 en Wayback Machine.  | Bandera de Bélgica             | Bélgica   |
| 10 de septiembre de 2013 | Skopje   | Macedonia | Bandera de Macedonia del Norte | 1 – 2 Archivado el 11 de octubre de 2013 en Wayback Machine.    | Bandera de Escocia             | Escocia   |
| 10 de septiembre de 2013 | Cardiff  | Gales     | Bandera de Gales               | 0 – 3 Archivado el 10 de septiembre de 2013 en Wayback Machine. | Bandera de Serbia              | Serbia    |
| 11 de octubre de 2013 | Zagreb   | Croacia   | Bandera de Croacia             | 1 – 2 Archivado el 12 de octubre de 2013 en Wayback Machine.    | Bandera de Bélgica             | Bélgica   |
| 11 de octubre de 2013 | Cardiff  | Gales     | Bandera de Gales               | 1 – 0 Archivado el 12 de octubre de 2013 en Wayback Machine.    | Bandera de Macedonia del Norte | Macedonia |
| 15 de octubre de 2013 | Jagodina | Serbia    | Bandera de Serbia              | 5 – 1 Archivado el 19 de octubre de 2013 en Wayback Machine.    | Bandera de Macedonia del Norte | Macedonia |
| 15 de octubre de 2013 | Bruselas | Bélgica   | Bandera de Bélgica             | 1 – 1 Archivado el 19 de octubre de 2013 en Wayback Machine.    | Bandera de Gales               | Gales     |
| 15 de octubre de 2013 | Glasgow  | Escocia   | Bandera de Escocia             | 2 – 0 Archivado el 19 de octubre de 2013 en Wayback Machine.    | Bandera de Croacia             | Croacia   |

### Grupo B
| Pos. | Equipo          | Pts. | PJ | G | E | P | GF | GC | Dif. | Clasificación |
| ---- | --------------- | ---- | -- | - | - | - | -- | -- | ---- | ------------- |
| 1    | Italia          | 22   | 10 | 6 | 4 | 0 | 19 | 9  | +10  | Mundial 2014  |
| 2    | Dinamarca       | 16   | 10 | 4 | 4 | 2 | 17 | 12 | +5   |               |
| 3    | República Checa | 15   | 10 | 4 | 3 | 3 | 13 | 9  | +4   |               |
| 4    | Bulgaria        | 13   | 10 | 3 | 4 | 3 | 14 | 9  | +5   |               |
| 5    | Armenia         | 13   | 10 | 4 | 1 | 5 | 12 | 13 | −1   |               |
| 6    | Malta           | 3    | 10 | 1 | 0 | 9 | 5  | 28 | −23  |               |

 Fuente: [cita requerida]
| \| Fecha \| Lugar \| Local \| \| Resultado \| \| Visitante \| \| ------------------------ \| ---------- \| --------------- \| \| --------------------------------------------------------------- \| \| --------------- \| \| 7 de septiembre de 2012 \| Ta' Qali \| Malta \| \| 0 – 1 Archivado el 12 de septiembre de 2012 en Wayback Machine. \| \| Armenia \| \| 7 de septiembre de 2012 \| Sofía \| Bulgaria \| \| 2 – 2 Archivado el 12 de septiembre de 2012 en Wayback Machine. \| \| Italia \| \| 8 de septiembre de 2012 \| Copenhague \| Dinamarca \| \| 0 – 0 Archivado el 7 de diciembre de 2012 en Wayback Machine. \| \| República Checa \| \| 11 de septiembre de 2012 \| Módena \| Italia \| \| 2 – 0 Archivado el 28 de febrero de 2013 en Wayback Machine. \| \| Malta \| \| 11 de septiembre de 2012 \| Sofía \| Bulgaria \| \| 1 – 0 Archivado el 12 de septiembre de 2012 en Wayback Machine. \| \| Armenia \| \| 12 de octubre de 2012 \| Sofía \| Bulgaria \| \| 1 – 1 Archivado el 6 de noviembre de 2012 en Wayback Machine. \| \| Dinamarca \| \| 12 de octubre de 2012 \| Plzen \| República Checa \| \| 3 – 1 Archivado el 6 de noviembre de 2012 en Wayback Machine. \| \| Malta \| \| 12 de octubre de 2012 \| Ereván \| Armenia \| \| 1 – 3 Archivado el 6 de noviembre de 2012 en Wayback Machine. \| \| Italia \| \| 16 de octubre de 2012 \| Milán \| Italia \| \| 3 – 1 Archivado el 7 de diciembre de 2012 en Wayback Machine. \| \| Dinamarca \| \| 16 de octubre de 2012 \| Praga \| República Checa \| \| 0 – 0 Archivado el 7 de diciembre de 2012 en Wayback Machine. \| \| Bulgaria \| \| 22 de marzo de 2013 \| Sofía \| Bulgaria \| \| 6 – 0 Archivado el 25 de marzo de 2013 en Wayback Machine. \| \| Malta \| \| 22 de marzo de 2013 \| Olomouc \| República Checa \| \| 0 – 3 Archivado el 25 de marzo de 2013 en Wayback Machine. \| \| Dinamarca \| \| 26 de marzo de 2013 \| Ereván \| Armenia \| \| 0 – 3 Archivado el 31 de marzo de 2013 en Wayback Machine. \| \| República Checa \| \| 26 de marzo de 2013 \| Copenhague \| Dinamarca \| \| 1 – 1 Archivado el 29 de marzo de 2013 en Wayback Machine. \| \| Bulgaria \| \| 26 de marzo de 2013 \| Ta' Qali \| Malta \| \| 0 – 2 Archivado el 30 de marzo de 2013 en Wayback Machine. \| \| Italia \| \| 7 de junio de 2013 \| Ereván \| Armenia \| \| 0 – 1 Archivado el 9 de junio de 2013 en Wayback Machine. \| \| Malta \| \| 7 de junio de 2013 \| Praga \| República Checa \| \| 0 – 0 Archivado el 9 de junio de 2013 en Wayback Machine. \| \| Italia \| \| 11 de junio de 2013 \| Copenhague \| Dinamarca \| \| 0 – 4 Archivado el 14 de junio de 2013 en Wayback Machine. \| \| Armenia \| \| 6 de septiembre de 2013 \| Praga \| República Checa \| \| 1 – 2 Archivado el 5 de septiembre de 2013 en Wayback Machine. \| \| Armenia \| \| 6 de septiembre de 2013 \| Ta' Qali \| Malta \| \| 1 – 2 Archivado el 5 de septiembre de 2013 en Wayback Machine. \| \| Dinamarca \| \| 6 de septiembre de 2013 \| Palermo \| Italia \| \| 1 – 0 Archivado el 5 de septiembre de 2013 en Wayback Machine. \| \| Bulgaria \| \| 10 de septiembre de 2013 \| Ereván \| Armenia \| \| 0 – 1 Archivado el 10 de septiembre de 2013 en Wayback Machine. \| \| Dinamarca \| \| 10 de septiembre de 2013 \| Ta' Qali \| Malta \| \| 1 – 2 Archivado el 10 de septiembre de 2013 en Wayback Machine. \| \| Bulgaria \| \| 10 de septiembre de 2013 \| Turín \| Italia \| \| 2 – 1 Archivado el 10 de septiembre de 2013 en Wayback Machine. \| \| República Checa \| \| 11 de octubre de 2013 \| Ereván \| Armenia \| \| 2 – 1 Archivado el 14 de octubre de 2013 en Wayback Machine. \| \| Bulgaria \| \| 11 de octubre de 2013 \| Ta' Qali \| Malta \| \| 1 – 4 Archivado el 12 de octubre de 2013 en Wayback Machine. \| \| República Checa \| \| 11 de octubre de 2013 \| Copenhague \| Dinamarca \| \| 2 – 2 Archivado el 18 de octubre de 2013 en Wayback Machine. \| \| Italia \| \| 15 de octubre de 2013 \| Sofía \| Bulgaria \| \| 0 – 1 Archivado el 19 de octubre de 2013 en Wayback Machine. \| \| República Checa \| \| 15 de octubre de 2013 \| Copenhague \| Dinamarca \| \| 6 – 0 Archivado el 19 de octubre de 2013 en Wayback Machine. \| \| Malta \| \| 15 de octubre de 2013 \| Nápoles \| Italia \| \| 2 – 2 Archivado el 19 de octubre de 2013 en Wayback Machine. \| \| Armenia \| |            |                 |                            |                                                                 |                            |                 |
| Fecha | Lugar      | Local           |                            | Resultado                                                       |                            | Visitante       |
| 7 de septiembre de 2012 | Ta' Qali   | Malta           | Bandera de Malta           | 0 – 1 Archivado el 12 de septiembre de 2012 en Wayback Machine. | Bandera de Armenia         | Armenia         |
| 7 de septiembre de 2012 | Sofía      | Bulgaria        | Bandera de Bulgaria        | 2 – 2 Archivado el 12 de septiembre de 2012 en Wayback Machine. | Bandera de Italia          | Italia          |
| 8 de septiembre de 2012 | Copenhague | Dinamarca       | Bandera de Dinamarca       | 0 – 0 Archivado el 7 de diciembre de 2012 en Wayback Machine.   | Bandera de República Checa | República Checa |
| 11 de septiembre de 2012 | Módena     | Italia          | Bandera de Italia          | 2 – 0 Archivado el 28 de febrero de 2013 en Wayback Machine.    | Bandera de Malta           | Malta           |
| 11 de septiembre de 2012 | Sofía      | Bulgaria        | Bandera de Bulgaria        | 1 – 0 Archivado el 12 de septiembre de 2012 en Wayback Machine. | Bandera de Armenia         | Armenia         |
| 12 de octubre de 2012 | Sofía      | Bulgaria        | Bandera de Bulgaria        | 1 – 1 Archivado el 6 de noviembre de 2012 en Wayback Machine.   | Bandera de Dinamarca       | Dinamarca       |
| 12 de octubre de 2012 | Plzen      | República Checa | Bandera de República Checa | 3 – 1 Archivado el 6 de noviembre de 2012 en Wayback Machine.   | Bandera de Malta           | Malta           |
| 12 de octubre de 2012 | Ereván     | Armenia         | Bandera de Armenia         | 1 – 3 Archivado el 6 de noviembre de 2012 en Wayback Machine.   | Bandera de Italia          | Italia          |
| 16 de octubre de 2012 | Milán      | Italia          | Bandera de Italia          | 3 – 1 Archivado el 7 de diciembre de 2012 en Wayback Machine.   | Bandera de Dinamarca       | Dinamarca       |
| 16 de octubre de 2012 | Praga      | República Checa | Bandera de República Checa | 0 – 0 Archivado el 7 de diciembre de 2012 en Wayback Machine.   | Bandera de Bulgaria        | Bulgaria        |
| 22 de marzo de 2013 | Sofía      | Bulgaria        | Bandera de Bulgaria        | 6 – 0 Archivado el 25 de marzo de 2013 en Wayback Machine.      | Bandera de Malta           | Malta           |
| 22 de marzo de 2013 | Olomouc    | República Checa | Bandera de República Checa | 0 – 3 Archivado el 25 de marzo de 2013 en Wayback Machine.      | Bandera de Dinamarca       | Dinamarca       |
| 26 de marzo de 2013 | Ereván     | Armenia         | Bandera de Armenia         | 0 – 3 Archivado el 31 de marzo de 2013 en Wayback Machine.      | Bandera de República Checa | República Checa |
| 26 de marzo de 2013 | Copenhague | Dinamarca       | Bandera de Dinamarca       | 1 – 1 Archivado el 29 de marzo de 2013 en Wayback Machine.      | Bandera de Bulgaria        | Bulgaria        |
| 26 de marzo de 2013 | Ta' Qali   | Malta           | Bandera de Malta           | 0 – 2 Archivado el 30 de marzo de 2013 en Wayback Machine.      | Bandera de Italia          | Italia          |
| 7 de junio de 2013 | Ereván     | Armenia         | Bandera de Armenia         | 0 – 1 Archivado el 9 de junio de 2013 en Wayback Machine.       | Bandera de Malta           | Malta           |
| 7 de junio de 2013 | Praga      | República Checa | Bandera de República Checa | 0 – 0 Archivado el 9 de junio de 2013 en Wayback Machine.       | Bandera de Italia          | Italia          |
| 11 de junio de 2013 | Copenhague | Dinamarca       | Bandera de Dinamarca       | 0 – 4 Archivado el 14 de junio de 2013 en Wayback Machine.      | Bandera de Armenia         | Armenia         |
| 6 de septiembre de 2013 | Praga      | República Checa | Bandera de República Checa | 1 – 2 Archivado el 5 de septiembre de 2013 en Wayback Machine.  | Bandera de Armenia         | Armenia         |
| 6 de septiembre de 2013 | Ta' Qali   | Malta           | Bandera de Malta           | 1 – 2 Archivado el 5 de septiembre de 2013 en Wayback Machine.  | Bandera de Dinamarca       | Dinamarca       |
| 6 de septiembre de 2013 | Palermo    | Italia          | Bandera de Italia          | 1 – 0 Archivado el 5 de septiembre de 2013 en Wayback Machine.  | Bandera de Bulgaria        | Bulgaria        |
| 10 de septiembre de 2013 | Ereván     | Armenia         | Bandera de Armenia         | 0 – 1 Archivado el 10 de septiembre de 2013 en Wayback Machine. | Bandera de Dinamarca       | Dinamarca       |
| 10 de septiembre de 2013 | Ta' Qali   | Malta           | Bandera de Malta           | 1 – 2 Archivado el 10 de septiembre de 2013 en Wayback Machine. | Bandera de Bulgaria        | Bulgaria        |
| 10 de septiembre de 2013 | Turín      | Italia          | Bandera de Italia          | 2 – 1 Archivado el 10 de septiembre de 2013 en Wayback Machine. | Bandera de República Checa | República Checa |
| 11 de octubre de 2013 | Ereván     | Armenia         | Bandera de Armenia         | 2 – 1 Archivado el 14 de octubre de 2013 en Wayback Machine.    | Bandera de Bulgaria        | Bulgaria        |
| 11 de octubre de 2013 | Ta' Qali   | Malta           | Bandera de Malta           | 1 – 4 Archivado el 12 de octubre de 2013 en Wayback Machine.    | Bandera de República Checa | República Checa |
| 11 de octubre de 2013 | Copenhague | Dinamarca       | Bandera de Dinamarca       | 2 – 2 Archivado el 18 de octubre de 2013 en Wayback Machine.    | Bandera de Italia          | Italia          |
| 15 de octubre de 2013 | Sofía      | Bulgaria        | Bandera de Bulgaria        | 0 – 1 Archivado el 19 de octubre de 2013 en Wayback Machine.    | Bandera de República Checa | República Checa |
| 15 de octubre de 2013 | Copenhague | Dinamarca       | Bandera de Dinamarca       | 6 – 0 Archivado el 19 de octubre de 2013 en Wayback Machine.    | Bandera de Malta           | Malta           |
| 15 de octubre de 2013 | Nápoles    | Italia          | Bandera de Italia          | 2 – 2 Archivado el 19 de octubre de 2013 en Wayback Machine.    | Bandera de Armenia         | Armenia         |

### Grupo C
| Pos. | Equipo      | Pts. | PJ | G | E | P | GF | GC | Dif. | Clasificación |
| ---- | ----------- | ---- | -- | - | - | - | -- | -- | ---- | ------------- |
| 1    | Alemania    | 28   | 10 | 9 | 1 | 0 | 36 | 10 | +26  | Mundial 2014  |
| 2    | Suecia      | 20   | 10 | 6 | 2 | 2 | 19 | 14 | +5   | Play-offs     |
| 3    | Austria     | 17   | 10 | 5 | 2 | 3 | 20 | 10 | +10  |               |
| 4    | Irlanda     | 14   | 10 | 4 | 2 | 4 | 16 | 17 | −1   |               |
| 5    | Kazajistán  | 5    | 10 | 1 | 2 | 7 | 6  | 21 | −15  |               |
| 6    | Islas Feroe | 1    | 10 | 0 | 1 | 9 | 4  | 29 | −25  |               |

 Fuente: [cita requerida]
| \| Fecha \| Lugar \| Local \| \| Resultado \| \| Visitante \| \| ------------------------ \| --------- \| ----------- \| \| --------------------------------------------------------------- \| \| ----------- \| \| 7 de septiembre de 2012 \| Hannover \| Alemania \| \| 3 – 0 Archivado el 12 de septiembre de 2012 en Wayback Machine. \| \| Islas Feroe \| \| 7 de septiembre de 2012 \| Astaná \| Kazajistán \| \| 1 – 2 Archivado el 12 de septiembre de 2012 en Wayback Machine. \| \| Irlanda \| \| 11 de septiembre de 2012 \| Malmö \| Suecia \| \| 2 – 0 Archivado el 29 de octubre de 2012 en Wayback Machine. \| \| Kazajistán \| \| 11 de septiembre de 2012 \| Viena \| Austria \| \| 1 – 2 Archivado el 21 de marzo de 2013 en Wayback Machine. \| \| Alemania \| \| 12 de octubre de 2012 \| Dublín \| Irlanda \| \| 1 – 6 Archivado el 25 de octubre de 2012 en Wayback Machine. \| \| Alemania \| \| 12 de octubre de 2012 \| Astaná \| Kazajistán \| \| 0 – 0 Archivado el 28 de febrero de 2013 en Wayback Machine. \| \| Austria \| \| 12 de octubre de 2012 \| Tórshavn \| Islas Feroe \| \| 1 – 2 Archivado el 25 de octubre de 2012 en Wayback Machine. \| \| Suecia \| \| 16 de octubre de 2012 \| Berlín \| Alemania \| \| 4 – 4 Archivado el 25 de octubre de 2012 en Wayback Machine. \| \| Suecia \| \| 16 de octubre de 2012 \| Tórshavn \| Islas Feroe \| \| 1 – 4 Archivado el 25 de octubre de 2012 en Wayback Machine. \| \| Irlanda \| \| 16 de octubre de 2012 \| Viena \| Austria \| \| 4 – 0 Archivado el 7 de diciembre de 2012 en Wayback Machine. \| \| Kazajistán \| \| 22 de marzo de 2013 \| Viena \| Austria \| \| 6 – 0 Archivado el 25 de marzo de 2013 en Wayback Machine. \| \| Islas Feroe \| \| 22 de marzo de 2013 \| Estocolmo \| Suecia \| \| 0 – 0 Archivado el 25 de marzo de 2013 en Wayback Machine. \| \| Irlanda \| \| 22 de marzo de 2013 \| Astaná \| Kazajistán \| \| 0 – 3 Archivado el 25 de marzo de 2013 en Wayback Machine. \| \| Alemania \| \| 26 de marzo de 2013 \| Dublín \| Irlanda \| \| 2 – 2 Archivado el 26 de mayo de 2013 en Wayback Machine. \| \| Austria \| \| 26 de marzo de 2013 \| Núremberg \| Alemania \| \| 4 – 1 Archivado el 30 de marzo de 2013 en Wayback Machine. \| \| Kazajistán \| \| 7 de junio de 2013 \| Viena \| Austria \| \| 2 – 1 Archivado el 9 de junio de 2013 en Wayback Machine. \| \| Suecia \| \| 7 de junio de 2013 \| Dublín \| Irlanda \| \| 3 – 0 Archivado el 9 de junio de 2013 en Wayback Machine. \| \| Islas Feroe \| \| 11 de junio de 2013 \| Estocolmo \| Suecia \| \| 2 – 0 Archivado el 14 de junio de 2013 en Wayback Machine. \| \| Islas Feroe \| \| 6 de septiembre de 2013 \| Astaná \| Kazajistán \| \| 2 – 1 Archivado el 5 de septiembre de 2013 en Wayback Machine. \| \| Islas Feroe \| \| 6 de septiembre de 2013 \| Múnich \| Alemania \| \| 3 – 0 Archivado el 5 de septiembre de 2013 en Wayback Machine. \| \| Austria \| \| 6 de septiembre de 2013 \| Dublín \| Irlanda \| \| 1 – 2 Archivado el 5 de septiembre de 2013 en Wayback Machine. \| \| Suecia \| \| 10 de septiembre de 2013 \| Astaná \| Kazajistán \| \| 0 – 1 Archivado el 11 de octubre de 2013 en Wayback Machine. \| \| Suecia \| \| 10 de septiembre de 2013 \| Viena \| Austria \| \| 1 – 0 Archivado el 11 de octubre de 2013 en Wayback Machine. \| \| Irlanda \| \| 10 de septiembre de 2013 \| Tórshavn \| Islas Feroe \| \| 0 – 3 Archivado el 14 de septiembre de 2013 en Wayback Machine. \| \| Alemania \| \| 11 de octubre de 2013 \| Tórshavn \| Islas Feroe \| \| 1 – 1 Archivado el 12 de octubre de 2013 en Wayback Machine. \| \| Kazajistán \| \| 11 de octubre de 2013 \| Colonia \| Alemania \| \| 3 – 0 Archivado el 12 de octubre de 2013 en Wayback Machine. \| \| Irlanda \| \| 11 de octubre de 2013 \| Estocolmo \| Suecia \| \| 2 – 1 Archivado el 12 de octubre de 2013 en Wayback Machine. \| \| Austria \| \| 15 de octubre de 2013 \| Dublín \| Irlanda \| \| 3 – 1 Archivado el 17 de octubre de 2013 en Wayback Machine. \| \| Kazajistán \| \| 15 de octubre de 2013 \| Tórshavn \| Islas Feroe \| \| 0 – 3 Archivado el 17 de octubre de 2013 en Wayback Machine. \| \| Austria \| \| 15 de octubre de 2013 \| Estocolmo \| Suecia \| \| 3 – 5 Archivado el 19 de octubre de 2013 en Wayback Machine. \| \| Alemania \| |           |             |                        |                                                                 |                        |             |
| Fecha | Lugar     | Local       |                        | Resultado                                                       |                        | Visitante   |
| 7 de septiembre de 2012 | Hannover  | Alemania    | Bandera de Alemania    | 3 – 0 Archivado el 12 de septiembre de 2012 en Wayback Machine. | Bandera de Islas Feroe | Islas Feroe |
| 7 de septiembre de 2012 | Astaná    | Kazajistán  | Bandera de Kazajistán  | 1 – 2 Archivado el 12 de septiembre de 2012 en Wayback Machine. | Bandera de Irlanda     | Irlanda     |
| 11 de septiembre de 2012 | Malmö     | Suecia      | Bandera de Suecia      | 2 – 0 Archivado el 29 de octubre de 2012 en Wayback Machine.    | Bandera de Kazajistán  | Kazajistán  |
| 11 de septiembre de 2012 | Viena     | Austria     | Bandera de Austria     | 1 – 2 Archivado el 21 de marzo de 2013 en Wayback Machine.      | Bandera de Alemania    | Alemania    |
| 12 de octubre de 2012 | Dublín    | Irlanda     | Bandera de Irlanda     | 1 – 6 Archivado el 25 de octubre de 2012 en Wayback Machine.    | Bandera de Alemania    | Alemania    |
| 12 de octubre de 2012 | Astaná    | Kazajistán  | Bandera de Kazajistán  | 0 – 0 Archivado el 28 de febrero de 2013 en Wayback Machine.    | Bandera de Austria     | Austria     |
| 12 de octubre de 2012 | Tórshavn  | Islas Feroe | Bandera de Islas Feroe | 1 – 2 Archivado el 25 de octubre de 2012 en Wayback Machine.    | Bandera de Suecia      | Suecia      |
| 16 de octubre de 2012 | Berlín    | Alemania    | Bandera de Alemania    | 4 – 4 Archivado el 25 de octubre de 2012 en Wayback Machine.    | Bandera de Suecia      | Suecia      |
| 16 de octubre de 2012 | Tórshavn  | Islas Feroe | Bandera de Islas Feroe | 1 – 4 Archivado el 25 de octubre de 2012 en Wayback Machine.    | Bandera de Irlanda     | Irlanda     |
| 16 de octubre de 2012 | Viena     | Austria     | Bandera de Austria     | 4 – 0 Archivado el 7 de diciembre de 2012 en Wayback Machine.   | Bandera de Kazajistán  | Kazajistán  |
| 22 de marzo de 2013 | Viena     | Austria     | Bandera de Austria     | 6 – 0 Archivado el 25 de marzo de 2013 en Wayback Machine.      | Bandera de Islas Feroe | Islas Feroe |
| 22 de marzo de 2013 | Estocolmo | Suecia      | Bandera de Suecia      | 0 – 0 Archivado el 25 de marzo de 2013 en Wayback Machine.      | Bandera de Irlanda     | Irlanda     |
| 22 de marzo de 2013 | Astaná    | Kazajistán  | Bandera de Kazajistán  | 0 – 3 Archivado el 25 de marzo de 2013 en Wayback Machine.      | Bandera de Alemania    | Alemania    |
| 26 de marzo de 2013 | Dublín    | Irlanda     | Bandera de Irlanda     | 2 – 2 Archivado el 26 de mayo de 2013 en Wayback Machine.       | Bandera de Austria     | Austria     |
| 26 de marzo de 2013 | Núremberg | Alemania    | Bandera de Alemania    | 4 – 1 Archivado el 30 de marzo de 2013 en Wayback Machine.      | Bandera de Kazajistán  | Kazajistán  |
| 7 de junio de 2013 | Viena     | Austria     | Bandera de Austria     | 2 – 1 Archivado el 9 de junio de 2013 en Wayback Machine.       | Bandera de Suecia      | Suecia      |
| 7 de junio de 2013 | Dublín    | Irlanda     | Bandera de Irlanda     | 3 – 0 Archivado el 9 de junio de 2013 en Wayback Machine.       | Bandera de Islas Feroe | Islas Feroe |
| 11 de junio de 2013 | Estocolmo | Suecia      | Bandera de Suecia      | 2 – 0 Archivado el 14 de junio de 2013 en Wayback Machine.      | Bandera de Islas Feroe | Islas Feroe |
| 6 de septiembre de 2013 | Astaná    | Kazajistán  | Bandera de Kazajistán  | 2 – 1 Archivado el 5 de septiembre de 2013 en Wayback Machine.  | Bandera de Islas Feroe | Islas Feroe |
| 6 de septiembre de 2013 | Múnich    | Alemania    | Bandera de Alemania    | 3 – 0 Archivado el 5 de septiembre de 2013 en Wayback Machine.  | Bandera de Austria     | Austria     |
| 6 de septiembre de 2013 | Dublín    | Irlanda     | Bandera de Irlanda     | 1 – 2 Archivado el 5 de septiembre de 2013 en Wayback Machine.  | Bandera de Suecia      | Suecia      |
| 10 de septiembre de 2013 | Astaná    | Kazajistán  | Bandera de Kazajistán  | 0 – 1 Archivado el 11 de octubre de 2013 en Wayback Machine.    | Bandera de Suecia      | Suecia      |
| 10 de septiembre de 2013 | Viena     | Austria     | Bandera de Austria     | 1 – 0 Archivado el 11 de octubre de 2013 en Wayback Machine.    | Bandera de Irlanda     | Irlanda     |
| 10 de septiembre de 2013 | Tórshavn  | Islas Feroe | Bandera de Islas Feroe | 0 – 3 Archivado el 14 de septiembre de 2013 en Wayback Machine. | Bandera de Alemania    | Alemania    |
| 11 de octubre de 2013 | Tórshavn  | Islas Feroe | Bandera de Islas Feroe | 1 – 1 Archivado el 12 de octubre de 2013 en Wayback Machine.    | Bandera de Kazajistán  | Kazajistán  |
| 11 de octubre de 2013 | Colonia   | Alemania    | Bandera de Alemania    | 3 – 0 Archivado el 12 de octubre de 2013 en Wayback Machine.    | Bandera de Irlanda     | Irlanda     |
| 11 de octubre de 2013 | Estocolmo | Suecia      | Bandera de Suecia      | 2 – 1 Archivado el 12 de octubre de 2013 en Wayback Machine.    | Bandera de Austria     | Austria     |
| 15 de octubre de 2013 | Dublín    | Irlanda     | Bandera de Irlanda     | 3 – 1 Archivado el 17 de octubre de 2013 en Wayback Machine.    | Bandera de Kazajistán  | Kazajistán  |
| 15 de octubre de 2013 | Tórshavn  | Islas Feroe | Bandera de Islas Feroe | 0 – 3 Archivado el 17 de octubre de 2013 en Wayback Machine.    | Bandera de Austria     | Austria     |
| 15 de octubre de 2013 | Estocolmo | Suecia      | Bandera de Suecia      | 3 – 5 Archivado el 19 de octubre de 2013 en Wayback Machine.    | Bandera de Alemania    | Alemania    |

### Grupo D
| Pos. | Equipo       | Pts. | PJ | G | E | P  | GF | GC | Dif. | Clasificación |
| ---- | ------------ | ---- | -- | - | - | -- | -- | -- | ---- | ------------- |
| 1    | Países Bajos | 28   | 10 | 9 | 1 | 0  | 34 | 5  | +29  | Mundial 2014  |
| 2    | Rumania      | 19   | 10 | 6 | 1 | 3  | 19 | 12 | +7   | Play-offs     |
| 3    | Hungría      | 17   | 10 | 5 | 2 | 3  | 21 | 20 | +1   |               |
| 4    | Turquía      | 16   | 10 | 5 | 1 | 4  | 16 | 9  | +7   |               |
| 5    | Estonia      | 7    | 10 | 2 | 1 | 7  | 6  | 20 | −14  |               |
| 6    | Andorra      | 0    | 10 | 0 | 0 | 10 | 0  | 30 | −30  |               |

 Fuente: [cita requerida]
| \| Fecha \| Lugar \| Local \| \| Resultado \| \| Visitante \| \| ------------------------ \| ---------------- \| ------------ \| \| --------------------------------------------------------------- \| \| ------------ \| \| 7 de septiembre de 2012 \| Andorra la Vieja \| Andorra \| \| 0 – 5 Archivado el 12 de septiembre de 2012 en Wayback Machine. \| \| Hungría \| \| 7 de septiembre de 2022 \| Tallin \| Estonia \| \| 0 – 2 Archivado el 12 de septiembre de 2012 en Wayback Machine. \| \| Rumania \| \| 7 de septiembre de 2022 \| Ámsterdam \| Países Bajos \| \| 2 – 0 Archivado el 12 de septiembre de 2012 en Wayback Machine. \| \| Turquía \| \| 11 de septiembre de 2012 \| Budapest \| Hungría \| \| 1 – 4 Archivado el 12 de septiembre de 2012 en Wayback Machine. \| \| Países Bajos \| \| 11 de septiembre de 2012 \| Bucarest \| Rumania \| \| 4 – 0 Archivado el 12 de septiembre de 2012 en Wayback Machine. \| \| Andorra \| \| 11 de septiembre de 2012 \| Estambul \| Turquía \| \| 3 – 0 Archivado el 12 de septiembre de 2012 en Wayback Machine. \| \| Estonia \| \| 12 de octubre de 2012 \| Tallin \| Estonia \| \| 0 – 1 Archivado el 15 de octubre de 2012 en Wayback Machine. \| \| Hungría \| \| 12 de octubre de 2012 \| Róterdam \| Países Bajos \| \| 3 – 0 Archivado el 6 de noviembre de 2012 en Wayback Machine. \| \| Andorra \| \| 12 de octubre de 2012 \| Estambul \| Turquía \| \| 0 – 1 Archivado el 6 de noviembre de 2012 en Wayback Machine. \| \| Rumania \| \| 16 de octubre de 2012 \| Budapest \| Hungría \| \| 3 – 1 Archivado el 7 de diciembre de 2012 en Wayback Machine. \| \| Turquía \| \| 16 de octubre de 2012 \| Andorra la Vieja \| Andorra \| \| 0 – 1 Archivado el 7 de diciembre de 2012 en Wayback Machine. \| \| Estonia \| \| 16 de octubre de 2012 \| Bucarest \| Rumania \| \| 1 – 4 Archivado el 7 de diciembre de 2012 en Wayback Machine. \| \| Países Bajos \| \| 22 de marzo de 2013 \| Andorra la Vieja \| Andorra \| \| 0 – 2 Archivado el 25 de marzo de 2013 en Wayback Machine. \| \| Turquía \| \| 22 de marzo de 2013 \| Budapest \| Hungría \| \| 2 – 2 Archivado el 25 de marzo de 2013 en Wayback Machine. \| \| Rumania \| \| 22 de marzo de 2013 \| Ámsterdam \| Países Bajos \| \| 3 – 0 Archivado el 25 de marzo de 2013 en Wayback Machine. \| \| Estonia \| \| 26 de marzo de 2013 \| Ámsterdam \| Países Bajos \| \| 4 – 0 Archivado el 26 de mayo de 2013 en Wayback Machine. \| \| Rumania \| \| 26 de marzo de 2013 \| Tallin \| Estonia \| \| 2 – 0 Archivado el 26 de mayo de 2013 en Wayback Machine. \| \| Andorra \| \| 26 de marzo de 2013 \| Estambul \| Turquía \| \| 1 – 1 Archivado el 28 de marzo de 2013 en Wayback Machine. \| \| Hungría \| \| 6 de septiembre de 2013 \| Bucarest \| Rumania \| \| 3 – 0 Archivado el 5 de septiembre de 2013 en Wayback Machine. \| \| Hungría \| \| 6 de septiembre de 2013 \| Kayseri \| Turquía \| \| 5 – 0 Archivado el 5 de septiembre de 2013 en Wayback Machine. \| \| Andorra \| \| 6 de septiembre de 2013 \| Tallin \| Estonia \| \| 2 – 2 Archivado el 5 de septiembre de 2013 en Wayback Machine. \| \| Países Bajos \| \| 10 de septiembre de 2013 \| Bucarest \| Rumania \| \| 0 – 2 Archivado el 11 de octubre de 2013 en Wayback Machine. \| \| Turquía \| \| 10 de septiembre de 2013 \| Andorra la Vieja \| Andorra \| \| 0 – 2 Archivado el 11 de octubre de 2013 en Wayback Machine. \| \| Países Bajos \| \| 10 de septiembre de 2013 \| Budapest \| Hungría \| \| 5 – 1 Archivado el 11 de octubre de 2013 en Wayback Machine. \| \| Estonia \| \| 11 de octubre de 2013 \| Ámsterdam \| Países Bajos \| \| 8 – 1 Archivado el 12 de octubre de 2013 en Wayback Machine. \| \| Hungría \| \| 11 de octubre de 2013 \| Andorra la Vieja \| Andorra \| \| 0 – 4 Archivado el 12 de octubre de 2013 en Wayback Machine. \| \| Rumania \| \| 11 de octubre de 2013 \| Tallin \| Estonia \| \| 0 – 2 Archivado el 12 de octubre de 2013 en Wayback Machine. \| \| Turquía \| \| 15 de octubre de 2013 \| Estambul \| Turquía \| \| 0 – 2 Archivado el 19 de octubre de 2013 en Wayback Machine. \| \| Países Bajos \| \| 15 de octubre de 2013 \| Bucarest \| Rumania \| \| 2 – 0 Archivado el 19 de octubre de 2013 en Wayback Machine. \| \| Estonia \| \| 15 de octubre de 2013 \| Budapest \| Hungría \| \| 2 – 0 Archivado el 20 de octubre de 2013 en Wayback Machine. \| \| Andorra \| |                  |              |                             |                                                                 |                             |              |
| Fecha | Lugar            | Local        |                             | Resultado                                                       |                             | Visitante    |
| 7 de septiembre de 2012 | Andorra la Vieja | Andorra      | Bandera de Andorra          | 0 – 5 Archivado el 12 de septiembre de 2012 en Wayback Machine. | Bandera de Hungría          | Hungría      |
| 7 de septiembre de 2022 | Tallin           | Estonia      | Bandera de Estonia          | 0 – 2 Archivado el 12 de septiembre de 2012 en Wayback Machine. | Bandera de Rumania          | Rumania      |
| 7 de septiembre de 2022 | Ámsterdam        | Países Bajos | Bandera de los Países Bajos | 2 – 0 Archivado el 12 de septiembre de 2012 en Wayback Machine. | Bandera de Turquía          | Turquía      |
| 11 de septiembre de 2012 | Budapest         | Hungría      | Bandera de Hungría          | 1 – 4 Archivado el 12 de septiembre de 2012 en Wayback Machine. | Bandera de los Países Bajos | Países Bajos |
| 11 de septiembre de 2012 | Bucarest         | Rumania      | Bandera de Rumania          | 4 – 0 Archivado el 12 de septiembre de 2012 en Wayback Machine. | Bandera de Andorra          | Andorra      |
| 11 de septiembre de 2012 | Estambul         | Turquía      | Bandera de Turquía          | 3 – 0 Archivado el 12 de septiembre de 2012 en Wayback Machine. | Bandera de Estonia          | Estonia      |
| 12 de octubre de 2012 | Tallin           | Estonia      | Bandera de Estonia          | 0 – 1 Archivado el 15 de octubre de 2012 en Wayback Machine.    | Bandera de Hungría          | Hungría      |
| 12 de octubre de 2012 | Róterdam         | Países Bajos | Bandera de los Países Bajos | 3 – 0 Archivado el 6 de noviembre de 2012 en Wayback Machine.   | Bandera de Andorra          | Andorra      |
| 12 de octubre de 2012 | Estambul         | Turquía      | Bandera de Turquía          | 0 – 1 Archivado el 6 de noviembre de 2012 en Wayback Machine.   | Bandera de Rumania          | Rumania      |
| 16 de octubre de 2012 | Budapest         | Hungría      | Bandera de Hungría          | 3 – 1 Archivado el 7 de diciembre de 2012 en Wayback Machine.   | Bandera de Turquía          | Turquía      |
| 16 de octubre de 2012 | Andorra la Vieja | Andorra      | Bandera de Andorra          | 0 – 1 Archivado el 7 de diciembre de 2012 en Wayback Machine.   | Bandera de Estonia          | Estonia      |
| 16 de octubre de 2012 | Bucarest         | Rumania      | Bandera de Rumania          | 1 – 4 Archivado el 7 de diciembre de 2012 en Wayback Machine.   | Bandera de los Países Bajos | Países Bajos |
| 22 de marzo de 2013 | Andorra la Vieja | Andorra      | Bandera de Andorra          | 0 – 2 Archivado el 25 de marzo de 2013 en Wayback Machine.      | Bandera de Turquía          | Turquía      |
| 22 de marzo de 2013 | Budapest         | Hungría      | Bandera de Hungría          | 2 – 2 Archivado el 25 de marzo de 2013 en Wayback Machine.      | Bandera de Rumania          | Rumania      |
| 22 de marzo de 2013 | Ámsterdam        | Países Bajos | Bandera de los Países Bajos | 3 – 0 Archivado el 25 de marzo de 2013 en Wayback Machine.      | Bandera de Estonia          | Estonia      |
| 26 de marzo de 2013 | Ámsterdam        | Países Bajos | Bandera de los Países Bajos | 4 – 0 Archivado el 26 de mayo de 2013 en Wayback Machine.       | Bandera de Rumania          | Rumania      |
| 26 de marzo de 2013 | Tallin           | Estonia      | Bandera de Estonia          | 2 – 0 Archivado el 26 de mayo de 2013 en Wayback Machine.       | Bandera de Andorra          | Andorra      |
| 26 de marzo de 2013 | Estambul         | Turquía      | Bandera de Turquía          | 1 – 1 Archivado el 28 de marzo de 2013 en Wayback Machine.      | Bandera de Hungría          | Hungría      |
| 6 de septiembre de 2013 | Bucarest         | Rumania      | Bandera de Rumania          | 3 – 0 Archivado el 5 de septiembre de 2013 en Wayback Machine.  | Bandera de Hungría          | Hungría      |
| 6 de septiembre de 2013 | Kayseri          | Turquía      | Bandera de Turquía          | 5 – 0 Archivado el 5 de septiembre de 2013 en Wayback Machine.  | Bandera de Andorra          | Andorra      |
| 6 de septiembre de 2013 | Tallin           | Estonia      | Bandera de Estonia          | 2 – 2 Archivado el 5 de septiembre de 2013 en Wayback Machine.  | Bandera de los Países Bajos | Países Bajos |
| 10 de septiembre de 2013 | Bucarest         | Rumania      | Bandera de Rumania          | 0 – 2 Archivado el 11 de octubre de 2013 en Wayback Machine.    | Bandera de Turquía          | Turquía      |
| 10 de septiembre de 2013 | Andorra la Vieja | Andorra      | Bandera de Andorra          | 0 – 2 Archivado el 11 de octubre de 2013 en Wayback Machine.    | Bandera de los Países Bajos | Países Bajos |
| 10 de septiembre de 2013 | Budapest         | Hungría      | Bandera de Hungría          | 5 – 1 Archivado el 11 de octubre de 2013 en Wayback Machine.    | Bandera de Estonia          | Estonia      |
| 11 de octubre de 2013 | Ámsterdam        | Países Bajos | Bandera de los Países Bajos | 8 – 1 Archivado el 12 de octubre de 2013 en Wayback Machine.    | Bandera de Hungría          | Hungría      |
| 11 de octubre de 2013 | Andorra la Vieja | Andorra      | Bandera de Andorra          | 0 – 4 Archivado el 12 de octubre de 2013 en Wayback Machine.    | Bandera de Rumania          | Rumania      |
| 11 de octubre de 2013 | Tallin           | Estonia      | Bandera de Estonia          | 0 – 2 Archivado el 12 de octubre de 2013 en Wayback Machine.    | Bandera de Turquía          | Turquía      |
| 15 de octubre de 2013 | Estambul         | Turquía      | Bandera de Turquía          | 0 – 2 Archivado el 19 de octubre de 2013 en Wayback Machine.    | Bandera de los Países Bajos | Países Bajos |
| 15 de octubre de 2013 | Bucarest         | Rumania      | Bandera de Rumania          | 2 – 0 Archivado el 19 de octubre de 2013 en Wayback Machine.    | Bandera de Estonia          | Estonia      |
| 15 de octubre de 2013 | Budapest         | Hungría      | Bandera de Hungría          | 2 – 0 Archivado el 20 de octubre de 2013 en Wayback Machine.    | Bandera de Andorra          | Andorra      |

### Grupo E
| Pos. | Equipo    | Pts. | PJ | G | E | P | GF | GC | Dif. | Clasificación |
| ---- | --------- | ---- | -- | - | - | - | -- | -- | ---- | ------------- |
| 1    | Suiza     | 24   | 10 | 7 | 3 | 0 | 17 | 6  | +11  | Mundial 2014  |
| 2    | Islandia  | 17   | 10 | 5 | 2 | 3 | 17 | 15 | +2   | Play-offs     |
| 3    | Eslovenia | 15   | 10 | 5 | 0 | 5 | 14 | 11 | +3   |               |
| 4    | Noruega   | 12   | 10 | 3 | 3 | 4 | 10 | 13 | −3   |               |
| 5    | Albania   | 11   | 10 | 3 | 2 | 5 | 9  | 11 | −2   |               |
| 6    | Chipre    | 5    | 10 | 1 | 2 | 7 | 4  | 15 | −11  |               |

 Fuente: [cita requerida]
| \| Fecha \| Lugar \| Local \| \| Resultado \| \| Visitante \| \| ------------------------ \| --------- \| --------- \| \| --------------------------------------------------------------- \| \| --------- \| \| 7 de septiembre de 2012 \| Tirana \| Albania \| \| 3 – 1 Archivado el 12 de septiembre de 2012 en Wayback Machine. \| \| Chipre \| \| 7 de septiembre de 2012 \| Reikiavik \| Islandia \| \| 2 – 0 Archivado el 12 de septiembre de 2012 en Wayback Machine. \| \| Noruega \| \| 7 de septiembre de 2012 \| Liubliana \| Eslovenia \| \| 0 – 2 Archivado el 12 de septiembre de 2012 en Wayback Machine. \| \| Suiza \| \| 11 de septiembre de 2012 \| Oslo \| Noruega \| \| 2 – 1 Archivado el 12 de septiembre de 2012 en Wayback Machine. \| \| Eslovenia \| \| 11 de septiembre de 2012 \| Larnaca \| Chipre \| \| 1 – 0 Archivado el 12 de septiembre de 2012 en Wayback Machine. \| \| Islandia \| \| 11 de septiembre de 2012 \| Lucerna \| Suiza \| \| 2 – 0 Archivado el 29 de octubre de 2012 en Wayback Machine. \| \| Albania \| \| 12 de octubre de 2012 \| Maribor \| Eslovenia \| \| 2 – 1 Archivado el 6 de noviembre de 2012 en Wayback Machine. \| \| Chipre \| \| 12 de octubre de 2012 \| Tirana \| Albania \| \| 1 – 2 Archivado el 6 de noviembre de 2012 en Wayback Machine. \| \| Islandia \| \| 12 de octubre de 2012 \| Berna \| Suiza \| \| 1 – 1 Archivado el 6 de noviembre de 2012 en Wayback Machine. \| \| Noruega \| \| 16 de octubre de 2012 \| Tirana \| Albania \| \| 1 – 0 Archivado el 7 de diciembre de 2012 en Wayback Machine. \| \| Eslovenia \| \| 16 de octubre de 2012 \| Larnaca \| Chipre \| \| 1 – 3 Archivado el 7 de diciembre de 2012 en Wayback Machine. \| \| Noruega \| \| 16 de octubre de 2012 \| Reikiavik \| Islandia \| \| 0 – 2 Archivado el 7 de diciembre de 2012 en Wayback Machine. \| \| Suiza \| \| 22 de marzo de 2013 \| Liubliana \| Eslovenia \| \| 1 – 2 Archivado el 25 de marzo de 2013 en Wayback Machine. \| \| Islandia \| \| 22 de marzo de 2013 \| Oslo \| Noruega \| \| 0 – 1 Archivado el 25 de marzo de 2013 en Wayback Machine. \| \| Albania \| \| 23 de marzo de 2013 \| Nicosia \| Chipre \| \| 0 – 0 Archivado el 25 de marzo de 2013 en Wayback Machine. \| \| Suiza \| \| 7 de junio de 2013 \| Tirana \| Albania \| \| 1 – 1 Archivado el 10 de junio de 2013 en Wayback Machine. \| \| Noruega \| \| 7 de junio de 2013 \| Reikiavik \| Islandia \| \| 2 – 4 Archivado el 10 de junio de 2013 en Wayback Machine. \| \| Eslovenia \| \| 8 de junio de 2013 \| Ginebra \| Suiza \| \| 1 – 0 Archivado el 11 de junio de 2013 en Wayback Machine. \| \| Chipre \| \| 6 de septiembre de 2013 \| Oslo \| Noruega \| \| 2 – 0 Archivado el 5 de septiembre de 2013 en Wayback Machine. \| \| Chipre \| \| 6 de septiembre de 2013 \| Liubliana \| Eslovenia \| \| 1 – 0 Archivado el 5 de septiembre de 2013 en Wayback Machine. \| \| Albania \| \| 6 de septiembre de 2013 \| Berna \| Suiza \| \| 4 – 4 Archivado el 5 de septiembre de 2013 en Wayback Machine. \| \| Islandia \| \| 10 de septiembre de 2013 \| Oslo \| Noruega \| \| 0 – 2 Archivado el 10 de septiembre de 2013 en Wayback Machine. \| \| Suiza \| \| 10 de septiembre de 2013 \| Nicosia \| Chipre \| \| 0 – 2 Archivado el 10 de septiembre de 2013 en Wayback Machine. \| \| Eslovenia \| \| 10 de septiembre de 2013 \| Reikiavik \| Islandia \| \| 2 – 1 Archivado el 10 de septiembre de 2013 en Wayback Machine. \| \| Albania \| \| 11 de octubre de 2013 \| Tirana \| Albania \| \| 1 – 2 Archivado el 12 de octubre de 2013 en Wayback Machine. \| \| Suiza \| \| 11 de octubre de 2013 \| Reikiavik \| Islandia \| \| 2 – 0 Archivado el 12 de octubre de 2013 en Wayback Machine. \| \| Chipre \| \| 11 de octubre de 2013 \| Maribor \| Eslovenia \| \| 3 – 0 Archivado el 12 de octubre de 2013 en Wayback Machine. \| \| Noruega \| \| 15 de octubre de 2013 \| Nicosia \| Chipre \| \| 0 – 0 Archivado el 18 de octubre de 2013 en Wayback Machine. \| \| Albania \| \| 15 de octubre de 2013 \| Oslo \| Noruega \| \| 1 – 1 Archivado el 19 de octubre de 2013 en Wayback Machine. \| \| Islandia \| \| 15 de octubre de 2013 \| Berna \| Suiza \| \| 1 – 0 Archivado el 19 de octubre de 2013 en Wayback Machine. \| \| Eslovenia \| |           |           |                      |                                                                 |                      |           |
| Fecha | Lugar     | Local     |                      | Resultado                                                       |                      | Visitante |
| 7 de septiembre de 2012 | Tirana    | Albania   | Bandera de Albania   | 3 – 1 Archivado el 12 de septiembre de 2012 en Wayback Machine. | Bandera de Chipre    | Chipre    |
| 7 de septiembre de 2012 | Reikiavik | Islandia  | Bandera de Islandia  | 2 – 0 Archivado el 12 de septiembre de 2012 en Wayback Machine. | Bandera de Noruega   | Noruega   |
| 7 de septiembre de 2012 | Liubliana | Eslovenia | Bandera de Eslovenia | 0 – 2 Archivado el 12 de septiembre de 2012 en Wayback Machine. | Bandera de Suiza     | Suiza     |
| 11 de septiembre de 2012 | Oslo      | Noruega   | Bandera de Noruega   | 2 – 1 Archivado el 12 de septiembre de 2012 en Wayback Machine. | Bandera de Eslovenia | Eslovenia |
| 11 de septiembre de 2012 | Larnaca   | Chipre    | Bandera de Chipre    | 1 – 0 Archivado el 12 de septiembre de 2012 en Wayback Machine. | Bandera de Islandia  | Islandia  |
| 11 de septiembre de 2012 | Lucerna   | Suiza     | Bandera de Suiza     | 2 – 0 Archivado el 29 de octubre de 2012 en Wayback Machine.    | Bandera de Albania   | Albania   |
| 12 de octubre de 2012 | Maribor   | Eslovenia | Bandera de Eslovenia | 2 – 1 Archivado el 6 de noviembre de 2012 en Wayback Machine.   | Bandera de Chipre    | Chipre    |
| 12 de octubre de 2012 | Tirana    | Albania   | Bandera de Albania   | 1 – 2 Archivado el 6 de noviembre de 2012 en Wayback Machine.   | Bandera de Islandia  | Islandia  |
| 12 de octubre de 2012 | Berna     | Suiza     | Bandera de Suiza     | 1 – 1 Archivado el 6 de noviembre de 2012 en Wayback Machine.   | Bandera de Noruega   | Noruega   |
| 16 de octubre de 2012 | Tirana    | Albania   | Bandera de Albania   | 1 – 0 Archivado el 7 de diciembre de 2012 en Wayback Machine.   | Bandera de Eslovenia | Eslovenia |
| 16 de octubre de 2012 | Larnaca   | Chipre    | Bandera de Chipre    | 1 – 3 Archivado el 7 de diciembre de 2012 en Wayback Machine.   | Bandera de Noruega   | Noruega   |
| 16 de octubre de 2012 | Reikiavik | Islandia  | Bandera de Islandia  | 0 – 2 Archivado el 7 de diciembre de 2012 en Wayback Machine.   | Bandera de Suiza     | Suiza     |
| 22 de marzo de 2013 | Liubliana | Eslovenia | Bandera de Eslovenia | 1 – 2 Archivado el 25 de marzo de 2013 en Wayback Machine.      | Bandera de Islandia  | Islandia  |
| 22 de marzo de 2013 | Oslo      | Noruega   | Bandera de Noruega   | 0 – 1 Archivado el 25 de marzo de 2013 en Wayback Machine.      | Bandera de Albania   | Albania   |
| 23 de marzo de 2013 | Nicosia   | Chipre    | Bandera de Chipre    | 0 – 0 Archivado el 25 de marzo de 2013 en Wayback Machine.      | Bandera de Suiza     | Suiza     |
| 7 de junio de 2013 | Tirana    | Albania   | Bandera de Albania   | 1 – 1 Archivado el 10 de junio de 2013 en Wayback Machine.      | Bandera de Noruega   | Noruega   |
| 7 de junio de 2013 | Reikiavik | Islandia  | Bandera de Islandia  | 2 – 4 Archivado el 10 de junio de 2013 en Wayback Machine.      | Bandera de Eslovenia | Eslovenia |
| 8 de junio de 2013 | Ginebra   | Suiza     | Bandera de Suiza     | 1 – 0 Archivado el 11 de junio de 2013 en Wayback Machine.      | Bandera de Chipre    | Chipre    |
| 6 de septiembre de 2013 | Oslo      | Noruega   | Bandera de Noruega   | 2 – 0 Archivado el 5 de septiembre de 2013 en Wayback Machine.  | Bandera de Chipre    | Chipre    |
| 6 de septiembre de 2013 | Liubliana | Eslovenia | Bandera de Eslovenia | 1 – 0 Archivado el 5 de septiembre de 2013 en Wayback Machine.  | Bandera de Albania   | Albania   |
| 6 de septiembre de 2013 | Berna     | Suiza     | Bandera de Suiza     | 4 – 4 Archivado el 5 de septiembre de 2013 en Wayback Machine.  | Bandera de Islandia  | Islandia  |
| 10 de septiembre de 2013 | Oslo      | Noruega   | Bandera de Noruega   | 0 – 2 Archivado el 10 de septiembre de 2013 en Wayback Machine. | Bandera de Suiza     | Suiza     |
| 10 de septiembre de 2013 | Nicosia   | Chipre    | Bandera de Chipre    | 0 – 2 Archivado el 10 de septiembre de 2013 en Wayback Machine. | Bandera de Eslovenia | Eslovenia |
| 10 de septiembre de 2013 | Reikiavik | Islandia  | Bandera de Islandia  | 2 – 1 Archivado el 10 de septiembre de 2013 en Wayback Machine. | Bandera de Albania   | Albania   |
| 11 de octubre de 2013 | Tirana    | Albania   | Bandera de Albania   | 1 – 2 Archivado el 12 de octubre de 2013 en Wayback Machine.    | Bandera de Suiza     | Suiza     |
| 11 de octubre de 2013 | Reikiavik | Islandia  | Bandera de Islandia  | 2 – 0 Archivado el 12 de octubre de 2013 en Wayback Machine.    | Bandera de Chipre    | Chipre    |
| 11 de octubre de 2013 | Maribor   | Eslovenia | Bandera de Eslovenia | 3 – 0 Archivado el 12 de octubre de 2013 en Wayback Machine.    | Bandera de Noruega   | Noruega   |
| 15 de octubre de 2013 | Nicosia   | Chipre    | Bandera de Chipre    | 0 – 0 Archivado el 18 de octubre de 2013 en Wayback Machine.    | Bandera de Albania   | Albania   |
| 15 de octubre de 2013 | Oslo      | Noruega   | Bandera de Noruega   | 1 – 1 Archivado el 19 de octubre de 2013 en Wayback Machine.    | Bandera de Islandia  | Islandia  |
| 15 de octubre de 2013 | Berna     | Suiza     | Bandera de Suiza     | 1 – 0 Archivado el 19 de octubre de 2013 en Wayback Machine.    | Bandera de Eslovenia | Eslovenia |

### Grupo F
| Pos. | Equipo            | Pts. | PJ | G | E | P | GF | GC | Dif. | Clasificación |
| ---- | ----------------- | ---- | -- | - | - | - | -- | -- | ---- | ------------- |
| 1    | Rusia             | 22   | 10 | 7 | 1 | 2 | 20 | 5  | +15  | Mundial 2014  |
| 2    | Portugal          | 21   | 10 | 6 | 3 | 1 | 20 | 9  | +11  | Play-offs     |
| 3    | Israel            | 14   | 10 | 3 | 5 | 2 | 19 | 14 | +5   |               |
| 4    | Azerbaiyán        | 9    | 10 | 1 | 6 | 3 | 7  | 11 | −4   |               |
| 5    | Irlanda del Norte | 7    | 10 | 1 | 4 | 5 | 9  | 17 | −8   |               |
| 6    | Luxemburgo        | 6    | 10 | 1 | 3 | 6 | 7  | 26 | −19  |               |

 Fuente: [cita requerida]
| \| Fecha \| Lugar \| Local \| \| Resultado \| \| Visitante \| \| ------------------------ \| --------------- \| ----------------- \| \| --------------------------------------------------------------- \| \| ----------------- \| \| 7 de septiembre de 2012 \| Moscú \| Rusia \| \| 2 – 0 Archivado el 12 de septiembre de 2012 en Wayback Machine. \| \| Irlanda del Norte \| \| 7 de septiembre de 2012 \| Luxemburgo \| Luxemburgo \| \| 1 – 2 Archivado el 12 de septiembre de 2012 en Wayback Machine. \| \| Portugal \| \| 7 de septiembre de 2012 \| Bakú \| Azerbaiyán \| \| 1 – 1 Archivado el 12 de septiembre de 2012 en Wayback Machine. \| \| Israel \| \| 11 de septiembre de 2012 \| Tel Aviv \| Israel \| \| 0 – 4 Archivado el 14 de septiembre de 2012 en Wayback Machine. \| \| Rusia \| \| 11 de septiembre de 2012 \| Braga \| Portugal \| \| 3 – 0 Archivado el 11 de noviembre de 2012 en Wayback Machine. \| \| Azerbaiyán \| \| 11 de septiembre de 2012 \| Belfast \| Irlanda del Norte \| \| 1 – 1 Archivado el 29 de octubre de 2012 en Wayback Machine. \| \| Luxemburgo \| \| 12 de octubre de 2012 \| Moscú \| Rusia \| \| 1 – 0 Archivado el 26 de abril de 2014 en Wayback Machine. \| \| Portugal \| \| 12 de octubre de 2012 \| Luxemburgo \| Luxemburgo \| \| 0 – 6 Archivado el 6 de noviembre de 2012 en Wayback Machine. \| \| Israel \| \| 16 de octubre de 2012 \| Moscú \| Rusia \| \| 1 – 0 Archivado el 7 de diciembre de 2012 en Wayback Machine. \| \| Azerbaiyán \| \| 16 de octubre de 2012 \| Oporto \| Portugal \| \| 1 – 1 Archivado el 7 de diciembre de 2012 en Wayback Machine. \| \| Irlanda del Norte \| \| 16 de octubre de 2012 \| Tel Aviv \| Israel \| \| 3 – 0 Archivado el 7 de diciembre de 2012 en Wayback Machine. \| \| Luxemburgo \| \| 14 de noviembre de 2012 \| Belfast \| Irlanda del Norte \| \| 1 – 1 Archivado el 15 de noviembre de 2012 en Wayback Machine. \| \| Azerbaiyán \| \| 22 de marzo de 2013 \| Ramat Gan \| Israel \| \| 3 – 3 Archivado el 21 de marzo de 2013 en Wayback Machine. \| \| Portugal \| \| 22 de marzo de 2013 \| Luxemburgo \| Luxemburgo \| \| 0 – 0 Archivado el 25 de marzo de 2013 en Wayback Machine. \| \| Azerbaiyán \| \| 26 de marzo de 2013 \| Bakú \| Azerbaiyán \| \| 0 – 2 Archivado el 30 de marzo de 2013 en Wayback Machine. \| \| Portugal \| \| 26 de marzo de 2013 \| Belfast \| Irlanda del Norte \| \| 0 – 2 Archivado el 30 de marzo de 2013 en Wayback Machine. \| \| Israel \| \| 7 de junio de 2013 \| Bakú \| Azerbaiyán \| \| 1 – 1 Archivado el 9 de junio de 2013 en Wayback Machine. \| \| Luxemburgo \| \| 7 de junio de 2013 \| Lisboa \| Portugal \| \| 1 – 0 Archivado el 26 de abril de 2014 en Wayback Machine. \| \| Rusia \| \| 14 de agosto de 2013[3] \| Belfast \| Irlanda del Norte \| \| 1 – 0 Archivado el 17 de agosto de 2013 en Wayback Machine. \| \| Rusia \| \| 6 de septiembre de 2013 \| Kazán \| Rusia \| \| 4 – 1 Archivado el 5 de septiembre de 2013 en Wayback Machine. \| \| Luxemburgo \| \| 6 de septiembre de 2013 \| Belfast \| Irlanda del Norte \| \| 2 – 4 Archivado el 5 de septiembre de 2013 en Wayback Machine. \| \| Portugal \| \| 7 de septiembre de 2013 \| Ramat Gan \| Israel \| \| 1 – 1 Archivado el 11 de septiembre de 2013 en Wayback Machine. \| \| Azerbaiyán \| \| 10 de septiembre de 2013 \| San Petersburgo \| Rusia \| \| 3 – 1 Archivado el 11 de octubre de 2013 en Wayback Machine. \| \| Israel \| \| 10 de septiembre de 2013 \| Luxemburgo \| Luxemburgo \| \| 3 – 2 Archivado el 11 de octubre de 2013 en Wayback Machine. \| \| Irlanda del Norte \| \| 11 de octubre de 2013 \| Bakú \| Azerbaiyán \| \| 2 – 0 Archivado el 12 de octubre de 2013 en Wayback Machine. \| \| Irlanda del Norte \| \| 11 de octubre de 2013 \| Luxemburgo \| Luxemburgo \| \| 0 – 4 Archivado el 12 de octubre de 2013 en Wayback Machine. \| \| Rusia \| \| 11 de octubre de 2013 \| Lisboa \| Portugal \| \| 1 – 1 Archivado el 12 de octubre de 2013 en Wayback Machine. \| \| Israel \| \| 15 de octubre de 2013 \| Bakú \| Azerbaiyán \| \| 1 – 1 Archivado el 19 de octubre de 2013 en Wayback Machine. \| \| Rusia \| \| 15 de octubre de 2013 \| Ramat Gan \| Israel \| \| 1 – 1 Archivado el 19 de octubre de 2013 en Wayback Machine. \| \| Irlanda del Norte \| \| 15 de octubre de 2013 \| Coímbra \| Portugal \| \| 3 – 0 Archivado el 17 de octubre de 2013 en Wayback Machine. \| \| Luxemburgo \| |                 |                   |                              |                                                                 |                              |                   |
| Fecha | Lugar           | Local             |                              | Resultado                                                       |                              | Visitante         |
| 7 de septiembre de 2012 | Moscú           | Rusia             | Bandera de Rusia             | 2 – 0 Archivado el 12 de septiembre de 2012 en Wayback Machine. | Bandera de Irlanda del Norte | Irlanda del Norte |
| 7 de septiembre de 2012 | Luxemburgo      | Luxemburgo        | Bandera de Luxemburgo        | 1 – 2 Archivado el 12 de septiembre de 2012 en Wayback Machine. | Bandera de Portugal          | Portugal          |
| 7 de septiembre de 2012 | Bakú            | Azerbaiyán        | Bandera de Azerbaiyán        | 1 – 1 Archivado el 12 de septiembre de 2012 en Wayback Machine. | Bandera de Israel            | Israel            |
| 11 de septiembre de 2012 | Tel Aviv        | Israel            | Bandera de Israel            | 0 – 4 Archivado el 14 de septiembre de 2012 en Wayback Machine. | Bandera de Rusia             | Rusia             |
| 11 de septiembre de 2012 | Braga           | Portugal          | Bandera de Portugal          | 3 – 0 Archivado el 11 de noviembre de 2012 en Wayback Machine.  | Bandera de Azerbaiyán        | Azerbaiyán        |
| 11 de septiembre de 2012 | Belfast         | Irlanda del Norte | Bandera de Irlanda del Norte | 1 – 1 Archivado el 29 de octubre de 2012 en Wayback Machine.    | Bandera de Luxemburgo        | Luxemburgo        |
| 12 de octubre de 2012 | Moscú           | Rusia             | Bandera de Rusia             | 1 – 0 Archivado el 26 de abril de 2014 en Wayback Machine.      | Bandera de Portugal          | Portugal          |
| 12 de octubre de 2012 | Luxemburgo      | Luxemburgo        | Bandera de Luxemburgo        | 0 – 6 Archivado el 6 de noviembre de 2012 en Wayback Machine.   | Bandera de Israel            | Israel            |
| 16 de octubre de 2012 | Moscú           | Rusia             | Bandera de Rusia             | 1 – 0 Archivado el 7 de diciembre de 2012 en Wayback Machine.   | Bandera de Azerbaiyán        | Azerbaiyán        |
| 16 de octubre de 2012 | Oporto          | Portugal          | Bandera de Portugal          | 1 – 1 Archivado el 7 de diciembre de 2012 en Wayback Machine.   | Bandera de Irlanda del Norte | Irlanda del Norte |
| 16 de octubre de 2012 | Tel Aviv        | Israel            | Bandera de Israel            | 3 – 0 Archivado el 7 de diciembre de 2012 en Wayback Machine.   | Bandera de Luxemburgo        | Luxemburgo        |
| 14 de noviembre de 2012 | Belfast         | Irlanda del Norte | Bandera de Irlanda del Norte | 1 – 1 Archivado el 15 de noviembre de 2012 en Wayback Machine.  | Bandera de Azerbaiyán        | Azerbaiyán        |
| 22 de marzo de 2013 | Ramat Gan       | Israel            | Bandera de Israel            | 3 – 3 Archivado el 21 de marzo de 2013 en Wayback Machine.      | Bandera de Portugal          | Portugal          |
| 22 de marzo de 2013 | Luxemburgo      | Luxemburgo        | Bandera de Luxemburgo        | 0 – 0 Archivado el 25 de marzo de 2013 en Wayback Machine.      | Bandera de Azerbaiyán        | Azerbaiyán        |
| 26 de marzo de 2013 | Bakú            | Azerbaiyán        | Bandera de Azerbaiyán        | 0 – 2 Archivado el 30 de marzo de 2013 en Wayback Machine.      | Bandera de Portugal          | Portugal          |
| 26 de marzo de 2013 | Belfast         | Irlanda del Norte | Bandera de Irlanda del Norte | 0 – 2 Archivado el 30 de marzo de 2013 en Wayback Machine.      | Bandera de Israel            | Israel            |
| 7 de junio de 2013 | Bakú            | Azerbaiyán        | Bandera de Azerbaiyán        | 1 – 1 Archivado el 9 de junio de 2013 en Wayback Machine.       | Bandera de Luxemburgo        | Luxemburgo        |
| 7 de junio de 2013 | Lisboa          | Portugal          | Bandera de Portugal          | 1 – 0 Archivado el 26 de abril de 2014 en Wayback Machine.      | Bandera de Rusia             | Rusia             |
| 14 de agosto de 2013 | Belfast         | Irlanda del Norte | Bandera de Irlanda del Norte | 1 – 0 Archivado el 17 de agosto de 2013 en Wayback Machine.     | Bandera de Rusia             | Rusia             |
| 6 de septiembre de 2013 | Kazán           | Rusia             | Bandera de Rusia             | 4 – 1 Archivado el 5 de septiembre de 2013 en Wayback Machine.  | Bandera de Luxemburgo        | Luxemburgo        |
| 6 de septiembre de 2013 | Belfast         | Irlanda del Norte | Bandera de Irlanda del Norte | 2 – 4 Archivado el 5 de septiembre de 2013 en Wayback Machine.  | Bandera de Portugal          | Portugal          |
| 7 de septiembre de 2013 | Ramat Gan       | Israel            | Bandera de Israel            | 1 – 1 Archivado el 11 de septiembre de 2013 en Wayback Machine. | Bandera de Azerbaiyán        | Azerbaiyán        |
| 10 de septiembre de 2013 | San Petersburgo | Rusia             | Bandera de Rusia             | 3 – 1 Archivado el 11 de octubre de 2013 en Wayback Machine.    | Bandera de Israel            | Israel            |
| 10 de septiembre de 2013 | Luxemburgo      | Luxemburgo        | Bandera de Luxemburgo        | 3 – 2 Archivado el 11 de octubre de 2013 en Wayback Machine.    | Bandera de Irlanda del Norte | Irlanda del Norte |
| 11 de octubre de 2013 | Bakú            | Azerbaiyán        | Bandera de Azerbaiyán        | 2 – 0 Archivado el 12 de octubre de 2013 en Wayback Machine.    | Bandera de Irlanda del Norte | Irlanda del Norte |
| 11 de octubre de 2013 | Luxemburgo      | Luxemburgo        | Bandera de Luxemburgo        | 0 – 4 Archivado el 12 de octubre de 2013 en Wayback Machine.    | Bandera de Rusia             | Rusia             |
| 11 de octubre de 2013 | Lisboa          | Portugal          | Bandera de Portugal          | 1 – 1 Archivado el 12 de octubre de 2013 en Wayback Machine.    | Bandera de Israel            | Israel            |
| 15 de octubre de 2013 | Bakú            | Azerbaiyán        | Bandera de Azerbaiyán        | 1 – 1 Archivado el 19 de octubre de 2013 en Wayback Machine.    | Bandera de Rusia             | Rusia             |
| 15 de octubre de 2013 | Ramat Gan       | Israel            | Bandera de Israel            | 1 – 1 Archivado el 19 de octubre de 2013 en Wayback Machine.    | Bandera de Irlanda del Norte | Irlanda del Norte |
| 15 de octubre de 2013 | Coímbra         | Portugal          | Bandera de Portugal          | 3 – 0 Archivado el 17 de octubre de 2013 en Wayback Machine.    | Bandera de Luxemburgo        | Luxemburgo        |

### Grupo G
| Pos. | Equipo               | Pts. | PJ | G | E | P | GF | GC | Dif. | Clasificación |
| ---- | -------------------- | ---- | -- | - | - | - | -- | -- | ---- | ------------- |
| 1    | Bosnia y Herzegovina | 25   | 10 | 8 | 1 | 1 | 30 | 6  | +24  | Mundial 2014  |
| 2    | Grecia               | 25   | 10 | 8 | 1 | 1 | 12 | 4  | +8   | Play-offs     |
| 3    | Eslovaquia           | 13   | 10 | 3 | 4 | 3 | 11 | 10 | +1   |               |
| 4    | Lituania             | 11   | 10 | 3 | 2 | 5 | 9  | 11 | −2   |               |
| 5    | Letonia              | 8    | 10 | 2 | 2 | 6 | 10 | 20 | −10  |               |
| 6    | Liechtenstein        | 2    | 10 | 0 | 2 | 8 | 4  | 25 | −21  |               |

 Fuente: [cita requerida]
| \| Fecha \| Lugar \| Local \| \| Resultado \| \| Visitante \| \| ------------------------ \| ----------- \| -------------------- \| \| --------------------------------------------------------------- \| \| -------------------- \| \| 7 de septiembre de 2012 \| Riga \| Letonia \| \| 1 – 2 Archivado el 12 de septiembre de 2012 en Wayback Machine. \| \| Grecia \| \| 7 de septiembre de 2012 \| Vilna \| Lituania \| \| 1 – 1 Archivado el 7 de diciembre de 2012 en Wayback Machine. \| \| Eslovaquia \| \| 7 de septiembre de 2012 \| Vaduz \| Liechtenstein \| \| 1 – 8 Archivado el 12 de septiembre de 2012 en Wayback Machine. \| \| Bosnia y Herzegovina \| \| 11 de septiembre de 2012 \| El Pireo \| Grecia \| \| 2 – 0 Archivado el 7 de diciembre de 2012 en Wayback Machine. \| \| Lituania \| \| 11 de septiembre de 2012 \| Zenica \| Bosnia y Herzegovina \| \| 4 – 1 Archivado el 14 de septiembre de 2012 en Wayback Machine. \| \| Letonia \| \| 11 de septiembre de 2012 \| Bratislava \| Eslovaquia \| \| 2 – 0 Archivado el 7 de diciembre de 2012 en Wayback Machine. \| \| Liechtenstein \| \| 12 de octubre de 2012 \| Bratislava \| Eslovaquia \| \| 2 – 1 Archivado el 7 de diciembre de 2012 en Wayback Machine. \| \| Letonia \| \| 12 de octubre de 2012 \| Vaduz \| Liechtenstein \| \| 0 – 2 Archivado el 6 de noviembre de 2012 en Wayback Machine. \| \| Lituania \| \| 12 de octubre de 2012 \| El Pireo \| Grecia \| \| 0 – 0 Archivado el 14 de octubre de 2012 en Wayback Machine. \| \| Bosnia y Herzegovina \| \| 16 de octubre de 2012 \| Riga \| Letonia \| \| 2 – 0 Archivado el 7 de diciembre de 2012 en Wayback Machine. \| \| Liechtenstein \| \| 16 de octubre de 2012 \| Zenica \| Bosnia y Herzegovina \| \| 3 – 0 Archivado el 19 de octubre de 2012 en Wayback Machine. \| \| Lituania \| \| 16 de octubre de 2012 \| Bratislava \| Eslovaquia \| \| 0 – 1 Archivado el 7 de diciembre de 2012 en Wayback Machine. \| \| Grecia \| \| 22 de marzo de 2013 \| Vaduz \| Liechtenstein \| \| 1 – 1 Archivado el 25 de marzo de 2013 en Wayback Machine. \| \| Letonia \| \| 22 de marzo de 2013 \| Žilina \| Eslovaquia \| \| 1 – 1 Archivado el 25 de marzo de 2013 en Wayback Machine. \| \| Lituania \| \| 22 de marzo de 2013 \| Zenica \| Bosnia y Herzegovina \| \| 3 – 1 Archivado el 25 de marzo de 2013 en Wayback Machine. \| \| Grecia \| \| 7 de junio de 2013 \| Riga \| Letonia \| \| 0 – 5 Archivado el 9 de junio de 2013 en Wayback Machine. \| \| Bosnia y Herzegovina \| \| 7 de junio de 2013 \| Vaduz \| Liechtenstein \| \| 1 – 1 Archivado el 9 de junio de 2013 en Wayback Machine. \| \| Eslovaquia \| \| 7 de junio de 2013 \| Vilna \| Lituania \| \| 0 – 1 Archivado el 9 de junio de 2013 en Wayback Machine. \| \| Grecia \| \| 6 de septiembre de 2013 \| Riga \| Letonia \| \| 2 – 1 Archivado el 5 de septiembre de 2013 en Wayback Machine. \| \| Lituania \| \| 6 de septiembre de 2013 \| Zenica \| Bosnia y Herzegovina \| \| 0 – 1 Archivado el 5 de septiembre de 2013 en Wayback Machine. \| \| Eslovaquia \| \| 6 de septiembre de 2013 \| Vaduz \| Liechtenstein \| \| 0 – 1 Archivado el 5 de septiembre de 2013 en Wayback Machine. \| \| Grecia \| \| 10 de septiembre de 2013 \| Marijampole \| Lituania \| \| 2 – 0 Archivado el 11 de octubre de 2013 en Wayback Machine. \| \| Liechtenstein \| \| 10 de septiembre de 2013 \| Žilina \| Eslovaquia \| \| 1 – 2 Archivado el 11 de octubre de 2013 en Wayback Machine. \| \| Bosnia y Herzegovina \| \| 10 de septiembre de 2013 \| El Pireo \| Grecia \| \| 1 – 0 Archivado el 21 de septiembre de 2013 en Wayback Machine. \| \| Letonia \| \| 11 de octubre de 2013 \| Vilna \| Lituania \| \| 2 – 0 Archivado el 12 de octubre de 2013 en Wayback Machine. \| \| Letonia \| \| 11 de octubre de 2013 \| Zenica \| Bosnia y Herzegovina \| \| 4 – 1 Archivado el 14 de octubre de 2013 en Wayback Machine. \| \| Liechtenstein \| \| 11 de octubre de 2013 \| El Pireo \| Grecia \| \| 1 – 0 Archivado el 12 de octubre de 2013 en Wayback Machine. \| \| Eslovaquia \| \| 15 de octubre de 2013 \| El Pireo \| Grecia \| \| 2 – 0 Archivado el 18 de octubre de 2013 en Wayback Machine. \| \| Liechtenstein \| \| 15 de octubre de 2013 \| Kaunas \| Lituania \| \| 0 – 1 Archivado el 18 de octubre de 2013 en Wayback Machine. \| \| Bosnia y Herzegovina \| \| 15 de octubre de 2013 \| Riga \| Letonia \| \| 2 – 2 Archivado el 19 de octubre de 2013 en Wayback Machine. \| \| Eslovaquia \| |             |                      |                                 |                                                                 |                                 |                      |
| Fecha | Lugar       | Local                |                                 | Resultado                                                       |                                 | Visitante            |
| 7 de septiembre de 2012 | Riga        | Letonia              | Bandera de Letonia              | 1 – 2 Archivado el 12 de septiembre de 2012 en Wayback Machine. | Bandera de Grecia               | Grecia               |
| 7 de septiembre de 2012 | Vilna       | Lituania             | Bandera de Lituania             | 1 – 1 Archivado el 7 de diciembre de 2012 en Wayback Machine.   | Bandera de Eslovaquia           | Eslovaquia           |
| 7 de septiembre de 2012 | Vaduz       | Liechtenstein        | Bandera de Liechtenstein        | 1 – 8 Archivado el 12 de septiembre de 2012 en Wayback Machine. | Bandera de Bosnia y Herzegovina | Bosnia y Herzegovina |
| 11 de septiembre de 2012 | El Pireo    | Grecia               | Bandera de Grecia               | 2 – 0 Archivado el 7 de diciembre de 2012 en Wayback Machine.   | Bandera de Lituania             | Lituania             |
| 11 de septiembre de 2012 | Zenica      | Bosnia y Herzegovina | Bandera de Bosnia y Herzegovina | 4 – 1 Archivado el 14 de septiembre de 2012 en Wayback Machine. | Bandera de Letonia              | Letonia              |
| 11 de septiembre de 2012 | Bratislava  | Eslovaquia           | Bandera de Eslovaquia           | 2 – 0 Archivado el 7 de diciembre de 2012 en Wayback Machine.   | Bandera de Liechtenstein        | Liechtenstein        |
| 12 de octubre de 2012 | Bratislava  | Eslovaquia           | Bandera de Eslovaquia           | 2 – 1 Archivado el 7 de diciembre de 2012 en Wayback Machine.   | Bandera de Letonia              | Letonia              |
| 12 de octubre de 2012 | Vaduz       | Liechtenstein        | Bandera de Liechtenstein        | 0 – 2 Archivado el 6 de noviembre de 2012 en Wayback Machine.   | Bandera de Lituania             | Lituania             |
| 12 de octubre de 2012 | El Pireo    | Grecia               | Bandera de Grecia               | 0 – 0 Archivado el 14 de octubre de 2012 en Wayback Machine.    | Bandera de Bosnia y Herzegovina | Bosnia y Herzegovina |
| 16 de octubre de 2012 | Riga        | Letonia              | Bandera de Letonia              | 2 – 0 Archivado el 7 de diciembre de 2012 en Wayback Machine.   | Bandera de Liechtenstein        | Liechtenstein        |
| 16 de octubre de 2012 | Zenica      | Bosnia y Herzegovina | Bandera de Bosnia y Herzegovina | 3 – 0 Archivado el 19 de octubre de 2012 en Wayback Machine.    | Bandera de Lituania             | Lituania             |
| 16 de octubre de 2012 | Bratislava  | Eslovaquia           | Bandera de Eslovaquia           | 0 – 1 Archivado el 7 de diciembre de 2012 en Wayback Machine.   | Bandera de Grecia               | Grecia               |
| 22 de marzo de 2013 | Vaduz       | Liechtenstein        | Bandera de Liechtenstein        | 1 – 1 Archivado el 25 de marzo de 2013 en Wayback Machine.      | Bandera de Letonia              | Letonia              |
| 22 de marzo de 2013 | Žilina      | Eslovaquia           | Bandera de Eslovaquia           | 1 – 1 Archivado el 25 de marzo de 2013 en Wayback Machine.      | Bandera de Lituania             | Lituania             |
| 22 de marzo de 2013 | Zenica      | Bosnia y Herzegovina | Bandera de Bosnia y Herzegovina | 3 – 1 Archivado el 25 de marzo de 2013 en Wayback Machine.      | Bandera de Grecia               | Grecia               |
| 7 de junio de 2013 | Riga        | Letonia              | Bandera de Letonia              | 0 – 5 Archivado el 9 de junio de 2013 en Wayback Machine.       | Bandera de Bosnia y Herzegovina | Bosnia y Herzegovina |
| 7 de junio de 2013 | Vaduz       | Liechtenstein        | Bandera de Liechtenstein        | 1 – 1 Archivado el 9 de junio de 2013 en Wayback Machine.       | Bandera de Eslovaquia           | Eslovaquia           |
| 7 de junio de 2013 | Vilna       | Lituania             | Bandera de Lituania             | 0 – 1 Archivado el 9 de junio de 2013 en Wayback Machine.       | Bandera de Grecia               | Grecia               |
| 6 de septiembre de 2013 | Riga        | Letonia              | Bandera de Letonia              | 2 – 1 Archivado el 5 de septiembre de 2013 en Wayback Machine.  | Bandera de Lituania             | Lituania             |
| 6 de septiembre de 2013 | Zenica      | Bosnia y Herzegovina | Bandera de Bosnia y Herzegovina | 0 – 1 Archivado el 5 de septiembre de 2013 en Wayback Machine.  | Bandera de Eslovaquia           | Eslovaquia           |
| 6 de septiembre de 2013 | Vaduz       | Liechtenstein        | Bandera de Liechtenstein        | 0 – 1 Archivado el 5 de septiembre de 2013 en Wayback Machine.  | Bandera de Grecia               | Grecia               |
| 10 de septiembre de 2013 | Marijampole | Lituania             | Bandera de Lituania             | 2 – 0 Archivado el 11 de octubre de 2013 en Wayback Machine.    | Bandera de Liechtenstein        | Liechtenstein        |
| 10 de septiembre de 2013 | Žilina      | Eslovaquia           | Bandera de Eslovaquia           | 1 – 2 Archivado el 11 de octubre de 2013 en Wayback Machine.    | Bandera de Bosnia y Herzegovina | Bosnia y Herzegovina |
| 10 de septiembre de 2013 | El Pireo    | Grecia               | Bandera de Grecia               | 1 – 0 Archivado el 21 de septiembre de 2013 en Wayback Machine. | Bandera de Letonia              | Letonia              |
| 11 de octubre de 2013 | Vilna       | Lituania             | Bandera de Lituania             | 2 – 0 Archivado el 12 de octubre de 2013 en Wayback Machine.    | Bandera de Letonia              | Letonia              |
| 11 de octubre de 2013 | Zenica      | Bosnia y Herzegovina | Bandera de Bosnia y Herzegovina | 4 – 1 Archivado el 14 de octubre de 2013 en Wayback Machine.    | Bandera de Liechtenstein        | Liechtenstein        |
| 11 de octubre de 2013 | El Pireo    | Grecia               | Bandera de Grecia               | 1 – 0 Archivado el 12 de octubre de 2013 en Wayback Machine.    | Bandera de Eslovaquia           | Eslovaquia           |
| 15 de octubre de 2013 | El Pireo    | Grecia               | Bandera de Grecia               | 2 – 0 Archivado el 18 de octubre de 2013 en Wayback Machine.    | Bandera de Liechtenstein        | Liechtenstein        |
| 15 de octubre de 2013 | Kaunas      | Lituania             | Bandera de Lituania             | 0 – 1 Archivado el 18 de octubre de 2013 en Wayback Machine.    | Bandera de Bosnia y Herzegovina | Bosnia y Herzegovina |
| 15 de octubre de 2013 | Riga        | Letonia              | Bandera de Letonia              | 2 – 2 Archivado el 19 de octubre de 2013 en Wayback Machine.    | Bandera de Eslovaquia           | Eslovaquia           |

### Grupo H
| Pos. | Equipo     | Pts. | PJ | G | E | P  | GF | GC | Dif. | Clasificación |
| ---- | ---------- | ---- | -- | - | - | -- | -- | -- | ---- | ------------- |
| 1    | Inglaterra | 22   | 10 | 6 | 4 | 0  | 31 | 4  | +27  | Mundial 2014  |
| 2    | Ucrania    | 21   | 10 | 6 | 3 | 1  | 28 | 4  | +24  | Play-offs     |
| 3    | Montenegro | 15   | 10 | 4 | 3 | 3  | 18 | 17 | +1   |               |
| 4    | Polonia    | 13   | 10 | 3 | 4 | 3  | 18 | 12 | +6   |               |
| 5    | Moldavia   | 11   | 10 | 3 | 2 | 5  | 12 | 17 | −5   |               |
| 6    | San Marino | 0    | 10 | 0 | 0 | 10 | 1  | 54 | −53  |               |

 Fuente: [cita requerida]
| \| Fecha \| Lugar \| Local \| \| Resultado \| \| Visitante \| \| ------------------------ \| ---------- \| ---------- \| \| --------------------------------------------------------------- \| \| ---------- \| \| 7 de septiembre de 2012 \| Chisináu \| Moldavia \| \| 0 – 5 Archivado el 12 de septiembre de 2012 en Wayback Machine. \| \| Inglaterra \| \| 7 de septiembre de 2012 \| Podgorica \| Montenegro \| \| 2 – 2 Archivado el 11 de septiembre de 2012 en Wayback Machine. \| \| Polonia \| \| 11 de septiembre de 2012 \| Breslavia \| Polonia \| \| 2 – 0 Archivado el 14 de septiembre de 2012 en Wayback Machine. \| \| Moldavia \| \| 11 de septiembre de 2012 \| Londres \| Inglaterra \| \| 1 – 1 Archivado el 14 de septiembre de 2012 en Wayback Machine. \| \| Ucrania \| \| 11 de septiembre de 2012 \| Serravalle \| San Marino \| \| 0 – 6 Archivado el 14 de septiembre de 2012 en Wayback Machine. \| \| Montenegro \| \| 12 de octubre de 2012 \| Londres \| Inglaterra \| \| 5 – 0 Archivado el 25 de octubre de 2012 en Wayback Machine. \| \| San Marino \| \| 12 de octubre de 2012 \| Chisináu \| Moldavia \| \| 0 – 0 Archivado el 7 de diciembre de 2012 en Wayback Machine. \| \| Ucrania \| \| 16 de octubre de 2012 \| Kiev \| Ucrania \| \| 0 – 1 Archivado el 7 de diciembre de 2012 en Wayback Machine. \| \| Montenegro \| \| 16 de octubre de 2012 \| Serravalle \| San Marino \| \| 0 – 2 Archivado el 7 de diciembre de 2012 en Wayback Machine. \| \| Moldavia \| \| 17 de octubre de 2012 \| Varsovia \| Polonia \| \| 1 – 1 Archivado el 19 de octubre de 2012 en Wayback Machine. \| \| Inglaterra \| \| 14 de noviembre de 2012 \| Podgorica \| Montenegro \| \| 3 – 0 Archivado el 15 de noviembre de 2012 en Wayback Machine. \| \| San Marino \| \| 22 de marzo de 2013 \| Chisináu \| Moldavia \| \| 0 – 1 Archivado el 25 de marzo de 2013 en Wayback Machine. \| \| Montenegro \| \| 22 de marzo de 2013 \| Varsovia \| Polonia \| \| 1 – 3 Archivado el 25 de marzo de 2013 en Wayback Machine. \| \| Ucrania \| \| 22 de marzo de 2013 \| Serravalle \| San Marino \| \| 0 – 8 Archivado el 25 de marzo de 2013 en Wayback Machine. \| \| Inglaterra \| \| 26 de marzo de 2013 \| Varsovia \| Polonia \| \| 5 – 0 Archivado el 30 de marzo de 2013 en Wayback Machine. \| \| San Marino \| \| 26 de marzo de 2013 \| Podgorica \| Montenegro \| \| 1 – 1 Archivado el 28 de marzo de 2013 en Wayback Machine. \| \| Inglaterra \| \| 26 de marzo de 2013 \| Odesa \| Ucrania \| \| 2 – 1 Archivado el 9 de julio de 2013 en Wayback Machine. \| \| Moldavia \| \| 7 de junio de 2013 \| Chisináu \| Moldavia \| \| 1 – 1 Archivado el 8 de junio de 2013 en Wayback Machine. \| \| Polonia \| \| 7 de junio de 2013 \| Podgorica \| Montenegro \| \| 0 – 4 Archivado el 9 de junio de 2013 en Wayback Machine. \| \| Ucrania \| \| 6 de septiembre de 2013 \| Lviv \| Ucrania \| \| 9 – 0 Archivado el 9 de septiembre de 2013 en Wayback Machine. \| \| San Marino \| \| 6 de septiembre de 2013 \| Varsovia \| Polonia \| \| 1 – 1 Archivado el 9 de septiembre de 2013 en Wayback Machine. \| \| Montenegro \| \| 6 de septiembre de 2013 \| Londres \| Inglaterra \| \| 4 – 0 Archivado el 5 de septiembre de 2013 en Wayback Machine. \| \| Moldavia \| \| 10 de septiembre de 2013 \| Serravalle \| San Marino \| \| 1 – 5 Archivado el 9 de septiembre de 2013 en Wayback Machine. \| \| Polonia \| \| 10 de septiembre de 2013 \| Kiev \| Ucrania \| \| 0 – 0 Archivado el 9 de septiembre de 2013 en Wayback Machine. \| \| Inglaterra \| \| 11 de octubre de 2013 \| Chisináu \| Moldavia \| \| 3 – 0 Archivado el 12 de octubre de 2013 en Wayback Machine. \| \| San Marino \| \| 11 de octubre de 2013 \| Járkov \| Ucrania \| \| 1 – 0 Archivado el 12 de octubre de 2013 en Wayback Machine. \| \| Polonia \| \| 11 de octubre de 2013 \| Londres \| Inglaterra \| \| 4 – 1 Archivado el 12 de octubre de 2013 en Wayback Machine. \| \| Montenegro \| \| 15 de octubre de 2013 \| Londres \| Inglaterra \| \| 2 – 0 Archivado el 18 de octubre de 2013 en Wayback Machine. \| \| Polonia \| \| 15 de octubre de 2013 \| Serravalle \| San Marino \| \| 0 – 8 Archivado el 18 de octubre de 2013 en Wayback Machine. \| \| Ucrania \| \| 15 de octubre de 2013 \| Podgorica \| Montenegro \| \| 2 – 5 Archivado el 18 de octubre de 2013 en Wayback Machine. \| \| Moldavia \| |            |            |                       |                                                                 |                       |            |
| Fecha | Lugar      | Local      |                       | Resultado                                                       |                       | Visitante  |
| 7 de septiembre de 2012 | Chisináu   | Moldavia   | Bandera de Moldavia   | 0 – 5 Archivado el 12 de septiembre de 2012 en Wayback Machine. | Bandera de Inglaterra | Inglaterra |
| 7 de septiembre de 2012 | Podgorica  | Montenegro | Bandera de Montenegro | 2 – 2 Archivado el 11 de septiembre de 2012 en Wayback Machine. | Bandera de Polonia    | Polonia    |
| 11 de septiembre de 2012 | Breslavia  | Polonia    | Bandera de Polonia    | 2 – 0 Archivado el 14 de septiembre de 2012 en Wayback Machine. | Bandera de Moldavia   | Moldavia   |
| 11 de septiembre de 2012 | Londres    | Inglaterra | Bandera de Inglaterra | 1 – 1 Archivado el 14 de septiembre de 2012 en Wayback Machine. | Bandera de Ucrania    | Ucrania    |
| 11 de septiembre de 2012 | Serravalle | San Marino | Bandera de San Marino | 0 – 6 Archivado el 14 de septiembre de 2012 en Wayback Machine. | Bandera de Montenegro | Montenegro |
| 12 de octubre de 2012 | Londres    | Inglaterra | Bandera de Inglaterra | 5 – 0 Archivado el 25 de octubre de 2012 en Wayback Machine.    | Bandera de San Marino | San Marino |
| 12 de octubre de 2012 | Chisináu   | Moldavia   | Bandera de Moldavia   | 0 – 0 Archivado el 7 de diciembre de 2012 en Wayback Machine.   | Bandera de Ucrania    | Ucrania    |
| 16 de octubre de 2012 | Kiev       | Ucrania    | Bandera de Ucrania    | 0 – 1 Archivado el 7 de diciembre de 2012 en Wayback Machine.   | Bandera de Montenegro | Montenegro |
| 16 de octubre de 2012 | Serravalle | San Marino | Bandera de San Marino | 0 – 2 Archivado el 7 de diciembre de 2012 en Wayback Machine.   | Bandera de Moldavia   | Moldavia   |
| 17 de octubre de 2012 | Varsovia   | Polonia    | Bandera de Polonia    | 1 – 1 Archivado el 19 de octubre de 2012 en Wayback Machine.    | Bandera de Inglaterra | Inglaterra |
| 14 de noviembre de 2012 | Podgorica  | Montenegro | Bandera de Montenegro | 3 – 0 Archivado el 15 de noviembre de 2012 en Wayback Machine.  | Bandera de San Marino | San Marino |
| 22 de marzo de 2013 | Chisináu   | Moldavia   | Bandera de Moldavia   | 0 – 1 Archivado el 25 de marzo de 2013 en Wayback Machine.      | Bandera de Montenegro | Montenegro |
| 22 de marzo de 2013 | Varsovia   | Polonia    | Bandera de Polonia    | 1 – 3 Archivado el 25 de marzo de 2013 en Wayback Machine.      | Bandera de Ucrania    | Ucrania    |
| 22 de marzo de 2013 | Serravalle | San Marino | Bandera de San Marino | 0 – 8 Archivado el 25 de marzo de 2013 en Wayback Machine.      | Bandera de Inglaterra | Inglaterra |
| 26 de marzo de 2013 | Varsovia   | Polonia    | Bandera de Polonia    | 5 – 0 Archivado el 30 de marzo de 2013 en Wayback Machine.      | Bandera de San Marino | San Marino |
| 26 de marzo de 2013 | Podgorica  | Montenegro | Bandera de Montenegro | 1 – 1 Archivado el 28 de marzo de 2013 en Wayback Machine.      | Bandera de Inglaterra | Inglaterra |
| 26 de marzo de 2013 | Odesa      | Ucrania    | Bandera de Ucrania    | 2 – 1 Archivado el 9 de julio de 2013 en Wayback Machine.       | Bandera de Moldavia   | Moldavia   |
| 7 de junio de 2013 | Chisináu   | Moldavia   | Bandera de Moldavia   | 1 – 1 Archivado el 8 de junio de 2013 en Wayback Machine.       | Bandera de Polonia    | Polonia    |
| 7 de junio de 2013 | Podgorica  | Montenegro | Bandera de Montenegro | 0 – 4 Archivado el 9 de junio de 2013 en Wayback Machine.       | Bandera de Ucrania    | Ucrania    |
| 6 de septiembre de 2013 | Lviv       | Ucrania    | Bandera de Ucrania    | 9 – 0 Archivado el 9 de septiembre de 2013 en Wayback Machine.  | Bandera de San Marino | San Marino |
| 6 de septiembre de 2013 | Varsovia   | Polonia    | Bandera de Polonia    | 1 – 1 Archivado el 9 de septiembre de 2013 en Wayback Machine.  | Bandera de Montenegro | Montenegro |
| 6 de septiembre de 2013 | Londres    | Inglaterra | Bandera de Inglaterra | 4 – 0 Archivado el 5 de septiembre de 2013 en Wayback Machine.  | Bandera de Moldavia   | Moldavia   |
| 10 de septiembre de 2013 | Serravalle | San Marino | Bandera de San Marino | 1 – 5 Archivado el 9 de septiembre de 2013 en Wayback Machine.  | Bandera de Polonia    | Polonia    |
| 10 de septiembre de 2013 | Kiev       | Ucrania    | Bandera de Ucrania    | 0 – 0 Archivado el 9 de septiembre de 2013 en Wayback Machine.  | Bandera de Inglaterra | Inglaterra |
| 11 de octubre de 2013 | Chisináu   | Moldavia   | Bandera de Moldavia   | 3 – 0 Archivado el 12 de octubre de 2013 en Wayback Machine.    | Bandera de San Marino | San Marino |
| 11 de octubre de 2013 | Járkov     | Ucrania    | Bandera de Ucrania    | 1 – 0 Archivado el 12 de octubre de 2013 en Wayback Machine.    | Bandera de Polonia    | Polonia    |
| 11 de octubre de 2013 | Londres    | Inglaterra | Bandera de Inglaterra | 4 – 1 Archivado el 12 de octubre de 2013 en Wayback Machine.    | Bandera de Montenegro | Montenegro |
| 15 de octubre de 2013 | Londres    | Inglaterra | Bandera de Inglaterra | 2 – 0 Archivado el 18 de octubre de 2013 en Wayback Machine.    | Bandera de Polonia    | Polonia    |
| 15 de octubre de 2013 | Serravalle | San Marino | Bandera de San Marino | 0 – 8 Archivado el 18 de octubre de 2013 en Wayback Machine.    | Bandera de Ucrania    | Ucrania    |
| 15 de octubre de 2013 | Podgorica  | Montenegro | Bandera de Montenegro | 2 – 5 Archivado el 18 de octubre de 2013 en Wayback Machine.    | Bandera de Moldavia   | Moldavia   |

### Grupo I
| Pos. | Equipo      | Pts. | PJ | G | E | P | GF | GC | Dif. | Clasificación |
| ---- | ----------- | ---- | -- | - | - | - | -- | -- | ---- | ------------- |
| 1    | España      | 20   | 8  | 6 | 2 | 0 | 14 | 3  | +11  | Mundial 2014  |
| 2    | Francia     | 17   | 8  | 5 | 2 | 1 | 15 | 6  | +9   | Play-offs     |
| 3    | Finlandia   | 9    | 8  | 2 | 3 | 3 | 5  | 9  | −4   |               |
| 4    | Georgia     | 5    | 8  | 1 | 2 | 5 | 3  | 10 | −7   |               |
| 5    | Bielorrusia | 4    | 8  | 1 | 1 | 6 | 7  | 16 | −9   |               |

 Fuente: [cita requerida]
| \| Fecha \| Lugar \| Local \| \| Resultado \| \| Visitante \| \| ------------------------ \| ----------------- \| ----------- \| \| --------------------------------------------------------------- \| \| ----------- \| \| 7 de septiembre de 2012 \| Tiflis \| Georgia \| \| 1 – 0 Archivado el 12 de septiembre de 2012 en Wayback Machine. \| \| Bielorrusia \| \| 7 de septiembre de 2012 \| Helsinki \| Finlandia \| \| 0 – 1 Archivado el 12 de septiembre de 2012 en Wayback Machine. \| \| Francia \| \| 11 de septiembre de 2012 \| Saint-Denis \| Francia \| \| 3 – 1 Archivado el 7 de diciembre de 2012 en Wayback Machine. \| \| Bielorrusia \| \| 11 de septiembre de 2012 \| Tiflis \| Georgia \| \| 0 – 1 Archivado el 11 de septiembre de 2012 en Wayback Machine. \| \| España \| \| 12 de octubre de 2012 \| Minsk \| Bielorrusia \| \| 0 – 4 Archivado el 13 de octubre de 2012 en Wayback Machine. \| \| España \| \| 12 de octubre de 2012 \| Helsinki \| Finlandia \| \| 1 – 1 Archivado el 7 de noviembre de 2012 en Wayback Machine. \| \| Georgia \| \| 16 de octubre de 2012 \| Minsk \| Bielorrusia \| \| 2 – 0 Archivado el 15 de octubre de 2012 en Wayback Machine. \| \| Georgia \| \| 16 de octubre de 2012 \| Madrid \| España \| \| 1 – 1 Archivado el 19 de octubre de 2012 en Wayback Machine. \| \| Francia \| \| 22 de marzo de 2013 \| Gijón \| España \| \| 1 – 1 Archivado el 25 de marzo de 2013 en Wayback Machine. \| \| Finlandia \| \| 22 de marzo de 2013 \| Saint-Denis \| Francia \| \| 3 – 1 Archivado el 25 de marzo de 2013 en Wayback Machine. \| \| Georgia \| \| 26 de marzo de 2013 \| Saint-Denis \| Francia \| \| 0 – 1 Archivado el 28 de marzo de 2013 en Wayback Machine. \| \| España \| \| 7 de junio de 2013 \| Helsinki \| Finlandia \| \| 1 – 0 Archivado el 9 de junio de 2013 en Wayback Machine. \| \| Bielorrusia \| \| 11 de junio de 2013 \| Gómel \| Bielorrusia \| \| 1 – 1 Archivado el 10 de junio de 2013 en Wayback Machine. \| \| Finlandia \| \| 6 de septiembre de 2013 \| Tiflis \| Georgia \| \| 0 – 0 Archivado el 10 de septiembre de 2013 en Wayback Machine. \| \| Francia \| \| 6 de septiembre de 2013 \| Helsinki \| Finlandia \| \| 0 – 2 Archivado el 9 de septiembre de 2013 en Wayback Machine. \| \| España \| \| 10 de septiembre de 2013 \| Tiflis \| Georgia \| \| 0 – 1 Archivado el 14 de septiembre de 2013 en Wayback Machine. \| \| Finlandia \| \| 10 de septiembre de 2013 \| Gómel \| Bielorrusia \| \| 2 – 4 Archivado el 11 de octubre de 2013 en Wayback Machine. \| \| Francia \| \| 11 de octubre de 2013 \| Palma de Mallorca \| España \| \| 2 – 1 Archivado el 12 de octubre de 2013 en Wayback Machine. \| \| Bielorrusia \| \| 15 de octubre de 2013 \| Saint-Denis \| Francia \| \| 3 – 0 Archivado el 12 de noviembre de 2013 en Wayback Machine. \| \| Finlandia \| \| 15 de octubre de 2013 \| Albacete \| España \| \| 2 – 0 Archivado el 15 de octubre de 2013 en Wayback Machine. \| \| Georgia \| |                   |             |                        |                                                                 |                        |             |
| Fecha | Lugar             | Local       |                        | Resultado                                                       |                        | Visitante   |
| 7 de septiembre de 2012 | Tiflis            | Georgia     | Bandera de Georgia     | 1 – 0 Archivado el 12 de septiembre de 2012 en Wayback Machine. | Bandera de Bielorrusia | Bielorrusia |
| 7 de septiembre de 2012 | Helsinki          | Finlandia   | Bandera de Finlandia   | 0 – 1 Archivado el 12 de septiembre de 2012 en Wayback Machine. | Bandera de Francia     | Francia     |
| 11 de septiembre de 2012 | Saint-Denis       | Francia     | Bandera de Francia     | 3 – 1 Archivado el 7 de diciembre de 2012 en Wayback Machine.   | Bandera de Bielorrusia | Bielorrusia |
| 11 de septiembre de 2012 | Tiflis            | Georgia     | Bandera de Georgia     | 0 – 1 Archivado el 11 de septiembre de 2012 en Wayback Machine. | Bandera de España      | España      |
| 12 de octubre de 2012 | Minsk             | Bielorrusia | Bandera de Bielorrusia | 0 – 4 Archivado el 13 de octubre de 2012 en Wayback Machine.    | Bandera de España      | España      |
| 12 de octubre de 2012 | Helsinki          | Finlandia   | Bandera de Finlandia   | 1 – 1 Archivado el 7 de noviembre de 2012 en Wayback Machine.   | Bandera de Georgia     | Georgia     |
| 16 de octubre de 2012 | Minsk             | Bielorrusia | Bandera de Bielorrusia | 2 – 0 Archivado el 15 de octubre de 2012 en Wayback Machine.    | Bandera de Georgia     | Georgia     |
| 16 de octubre de 2012 | Madrid            | España      | Bandera de España      | 1 – 1 Archivado el 19 de octubre de 2012 en Wayback Machine.    | Bandera de Francia     | Francia     |
| 22 de marzo de 2013 | Gijón             | España      | Bandera de España      | 1 – 1 Archivado el 25 de marzo de 2013 en Wayback Machine.      | Bandera de Finlandia   | Finlandia   |
| 22 de marzo de 2013 | Saint-Denis       | Francia     | Bandera de Francia     | 3 – 1 Archivado el 25 de marzo de 2013 en Wayback Machine.      | Bandera de Georgia     | Georgia     |
| 26 de marzo de 2013 | Saint-Denis       | Francia     | Bandera de Francia     | 0 – 1 Archivado el 28 de marzo de 2013 en Wayback Machine.      | Bandera de España      | España      |
| 7 de junio de 2013 | Helsinki          | Finlandia   | Bandera de Finlandia   | 1 – 0 Archivado el 9 de junio de 2013 en Wayback Machine.       | Bandera de Bielorrusia | Bielorrusia |
| 11 de junio de 2013 | Gómel             | Bielorrusia | Bandera de Bielorrusia | 1 – 1 Archivado el 10 de junio de 2013 en Wayback Machine.      | Bandera de Finlandia   | Finlandia   |
| 6 de septiembre de 2013 | Tiflis            | Georgia     | Bandera de Georgia     | 0 – 0 Archivado el 10 de septiembre de 2013 en Wayback Machine. | Bandera de Francia     | Francia     |
| 6 de septiembre de 2013 | Helsinki          | Finlandia   | Bandera de Finlandia   | 0 – 2 Archivado el 9 de septiembre de 2013 en Wayback Machine.  | Bandera de España      | España      |
| 10 de septiembre de 2013 | Tiflis            | Georgia     | Bandera de Georgia     | 0 – 1 Archivado el 14 de septiembre de 2013 en Wayback Machine. | Bandera de Finlandia   | Finlandia   |
| 10 de septiembre de 2013 | Gómel             | Bielorrusia | Bandera de Bielorrusia | 2 – 4 Archivado el 11 de octubre de 2013 en Wayback Machine.    | Bandera de Francia     | Francia     |
| 11 de octubre de 2013 | Palma de Mallorca | España      | Bandera de España      | 2 – 1 Archivado el 12 de octubre de 2013 en Wayback Machine.    | Bandera de Bielorrusia | Bielorrusia |
| 15 de octubre de 2013 | Saint-Denis       | Francia     | Bandera de Francia     | 3 – 0 Archivado el 12 de noviembre de 2013 en Wayback Machine.  | Bandera de Finlandia   | Finlandia   |
| 15 de octubre de 2013 | Albacete          | España      | Bandera de España      | 2 – 0 Archivado el 15 de octubre de 2013 en Wayback Machine.    | Bandera de Georgia     | Georgia     |

### Tabla de segundos puestos
De los nueve equipos que ocuparon el segundo puesto de cada grupo, ocho avanzaron a la repesca. Como el grupo I tuvo cinco equipos, cada selección de este grupo jugó 2 partidos menos que el resto de las selecciones; debido a esto, los clasificados a la repesca se verificaron en una tabla especial donde no se consideraron los resultados de los segundos en los grupos de la A a la H con los colistas (sextos en su grupo). Los ocho mejores segundos jugaron 4 llaves por eliminación directa, a doble partido, y los respectivos ganadores obtuvieron las cuatro plazas restantes.
| Pos. | Grp. | Equipo    | Pts. | PJ | G | E | P | GF | GC | Dif. | Clasificación |
| ---- | ---- | --------- | ---- | -- | - | - | - | -- | -- | ---- | ------------- |
| 1    | G    | Grecia    | 19   | 8  | 6 | 1 | 1 | 9  | 4  | +5   | Play-offs     |
| 2    | I    | Francia   | 17   | 8  | 5 | 2 | 1 | 15 | 6  | +9   | Play-offs     |
| 3    | F    | Portugal  | 15   | 8  | 4 | 3 | 1 | 15 | 8  | +7   | Play-offs     |
| 4    | H    | Ucrania   | 15   | 8  | 4 | 3 | 1 | 11 | 4  | +7   | Play-offs     |
| 5    | C    | Suecia    | 14   | 8  | 4 | 2 | 2 | 15 | 13 | +2   | Play-offs     |
| 6    | E    | Islandia  | 14   | 8  | 4 | 2 | 2 | 15 | 14 | +1   | Play-offs     |
| 7    | D    | Rumania   | 13   | 8  | 4 | 1 | 3 | 11 | 12 | −1   | Play-offs     |
| 8    | A    | Croacia   | 11   | 8  | 3 | 2 | 3 | 9  | 8  | +1   | Play-offs     |
| 9    | B    | Dinamarca | 10   | 8  | 2 | 4 | 2 | 9  | 11 | −2   |               |

## Segunda ronda
En la segunda ronda o fase de play-offs participaron las ocho selecciones con el mejor rendimiento ubicadas en el segundo lugar de los grupos de la primera ronda (Dinamarca fue la única segunda que no logró avanzar a los play-offs). Los emparejamientos de las cuatro series de esta ronda se definieron mediante un sorteo realizado el 21 de octubre de 2013 en la sede de la FIFA ubicada en Zúrich, Suiza.
Para efectos del sorteo los ocho equipos fueron repartidos en dos bombos de 4 equipos de acuerdo a su ubicación en el ranking FIFA publicado el 17 de octubre de 2013: las 4 selecciones con mejor ubicación en el bombo de cabezas de serie y las 4 restantes en el bombo de no cabezas de serie.
| Equipo                          | RF          |
| ------------------------------- | ----------- |
| Portugal Grecia Croacia Ucrania | 14 15 18 20 |

| Equipo                          | RF          |
| ------------------------------- | ----------- |
| Francia Suecia Rumania Islandia | 21 25 29 46 |

El orden de las localías también fue definido en el sorteo.
Los partidos de ida se jugaron el 15 de noviembre de 2013 mientras que las revanchas se llevaron a cabo el 19 del mismo mes. El vencedor de cada serie se clasificó a la Copa Mundial de Fútbol de 2014.

### Partidos
| 15 de noviembre de 2013, 21:45 | Grecia                              | 3:1 (2:1) | Rumania    | Estadio Georgios Karaiskakis, El Pireo                    |                                                           |
|                                | Mitroglou 14' 66' · Salpingidis 20' | Reporte   | Stancu 19' | Asistencia: 26.200 espectadores Árbitro(s): Pedro Proença | Asistencia: 26.200 espectadores Árbitro(s): Pedro Proença |

| 19 de noviembre de 2013, 20:00 | Rumania              | 1:1 (0:1) | Grecia        | Arena Națională, Bucarest                                 |                                                           |
|                                | Torosidis 55' (a.g.) | Reporte   | Mitroglou 23' | Asistencia: 49.793 espectadores Árbitro(s): Milorad Mažić | Asistencia: 49.793 espectadores Árbitro(s): Milorad Mažić |

| 15 de noviembre de 2013, 19:00 | Islandia | 0:0     | Croacia | Laugardalsvöllur, Reikiavik                                         |                                                                     |
|                                |          | Reporte |         | Asistencia: 9.767 espectadores Árbitro(s): Alberto Undiano Mallenco | Asistencia: 9.767 espectadores Árbitro(s): Alberto Undiano Mallenco |

| 19 de noviembre de 2013, 20:15 | Croacia                  | 2:0 (1:0) | Islandia | Estadio Maksimir, Zagreb                                  |                                                           |
|                                | Mandžukić 27' · Srna 47' | Reporte   |          | Asistencia: 22.612 espectadores Árbitro(s): Björn Kuipers | Asistencia: 22.612 espectadores Árbitro(s): Björn Kuipers |

| 15 de noviembre de 2013, 19:45 | Portugal              | 1:0 (0:0) | Suecia | Estádio da Luz, Lisboa                                     |                                                            |
|                                | Cristiano Ronaldo 82' | Reporte   |        | Asistencia: 61.467 espectadores Árbitro(s): Nicola Rizzoli | Asistencia: 61.467 espectadores Árbitro(s): Nicola Rizzoli |

| 19 de noviembre de 2013, 20:45 | Suecia              | 2:3 (0:0) | Portugal                      | Friends Arena, Estocolmo                                |                                                         |
|                                | Ibrahimović 68' 71' | Reporte   | Cristiano Ronaldo 50' 76' 78' | Asistencia: 49.766 espectadores Árbitro(s): Howard Webb | Asistencia: 49.766 espectadores Árbitro(s): Howard Webb |

| 15 de noviembre de 2013, 21:45 | Ucrania                             | 2:0 (0:0) | Francia | Estadio Olímpico de Kiev, Kiev                           |                                                          |
|                                | Zozulya 61' · Yarmolenko 82' (pen.) | Reporte   |         | Asistencia: 67.732 espectadores Árbitro(s): Cuneyt Cakir | Asistencia: 67.732 espectadores Árbitro(s): Cuneyt Cakir |

| 19 de noviembre de 2013, 21:00 | Francia                     | 3:0 (2:0) | Ucrania | Stade de France, Saint-Denis                              |                                                           |
|                                | Sakho 22' 72' · Benzema 34' | Reporte   |         | Asistencia: 77.098 espectadores Árbitro(s): Damir Skomina | Asistencia: 77.098 espectadores Árbitro(s): Damir Skomina |

## Goleadores
- Actualizado el 19 de noviembre de 2013.

| Jugador            | Selección            | Goles | Part. | Minutos |
| ------------------ | -------------------- | ----- | ----- | ------- |
| Robin van Persie   | Países Bajos         | 11    | 9     | 688'    |
| Edin Džeko         | Bosnia y Herzegovina | 10    | 10    | 900'    |
| Mesut Özil         | Alemania             | 8     | 10    | 887'    |
| Vedad Ibišević     | Bosnia y Herzegovina | 8     | 10    | 892'    |
| Cristiano Ronaldo  | Portugal             | 8     | 10    | 900'    |
| Zlatan Ibrahimović | Suecia               | 8     | 11    | 990'    |
| Wayne Rooney       | Inglaterra           | 7     | 6     | 471'    |
| Tomer Hemed        | Israel               | 6     | 4     | 310'    |
| Eden Ben Basat     | Israel               | 6     | 7     | 576'    |
| Robbie Keane       | Irlanda              | 6     | 7     | 607'    |
| David Alaba        | Austria              | 6     | 8     | 710'    |
| Hélder Postiga     | Portugal             | 6     | 10    | 797'    |

## Asistencias
- Actualizado el 19 de noviembre de 2013.

| Jugador             | Selección            | Asistencias | Minuto |
| ------------------- | -------------------- | ----------- | ------ |
| João Moutinho       | Portugal             | 9           | 1080'  |
| Thomas Müller       | Alemania             | 7           | 795'   |
| Gabriel Torje       | Rumania              | 6           | 787'   |
| Franck Ribéry       | Francia              | 7           | 877'   |
| Kim Källström       | Suecia               | 5           | 602'   |
| Mathieu Valbuena    | Francia              | 5           | 615'   |
| Jeremain Lens       | Países Bajos         | 5           | 749'   |
| Michael Krohn-Dehli | Dinamarca            | 5           | 826'   |
| Zlatan Ibrahimović  | Suecia               | 5           | 990'   |
| Alexandru Antoniuc  | Moldavia             | 4           | 306'   |
| Miralem Pjanić      | Bosnia y Herzegovina | 4           | 657'   |
| Kevin De Bruyne     | Bélgica              | 4           | 728'   |
| Zvjezdan Misimović  | Bosnia y Herzegovina | 4           | 773'   |
| Andrea Pirlo        | Italia               | 4           | 781'   |
| Balázs Dzsudzsák    | Hungría              | 4           | 810'   |
| Edin Džeko          | Bosnia y Herzegovina | 4           | 900'   |
| Andriy Yarmolenko   | Ucrania              | 4           | 979'   |
| Gylfi Sigurðsson    | Islandia             | 4           | 982'   |

## Clasificados
| Bandera de Bélgica | Bandera de Italia | Bandera de Alemania | Bandera de los Países Bajos | Bandera de Suiza | Bandera de Rusia | Bandera de Bosnia y Herzegovina |
| Bélgica            | Italia            | Alemania            | Países Bajos                | Suiza            | Rusia            | Bosnia y Herzegovina            |
| 1.º Grupo A        | 1.º Grupo B       | 1.º Grupo C         | 1.º Grupo D                 | 1.º Grupo E      | 1.º Grupo F      | 1.º Grupo G                     |

| Bandera de Inglaterra | Bandera de España | Bandera de Croacia | Bandera de Portugal | Bandera de Grecia | Bandera de Francia |
| Inglaterra            | España            | Croacia            | Portugal            | Grecia            | Francia            |
| 1.º Grupo H           | 1.º Grupo I       | 2.º Grupo A        | 2.º Grupo F         | 2.º Grupo G       | 2.º Grupo I        |